# Le Corbusier

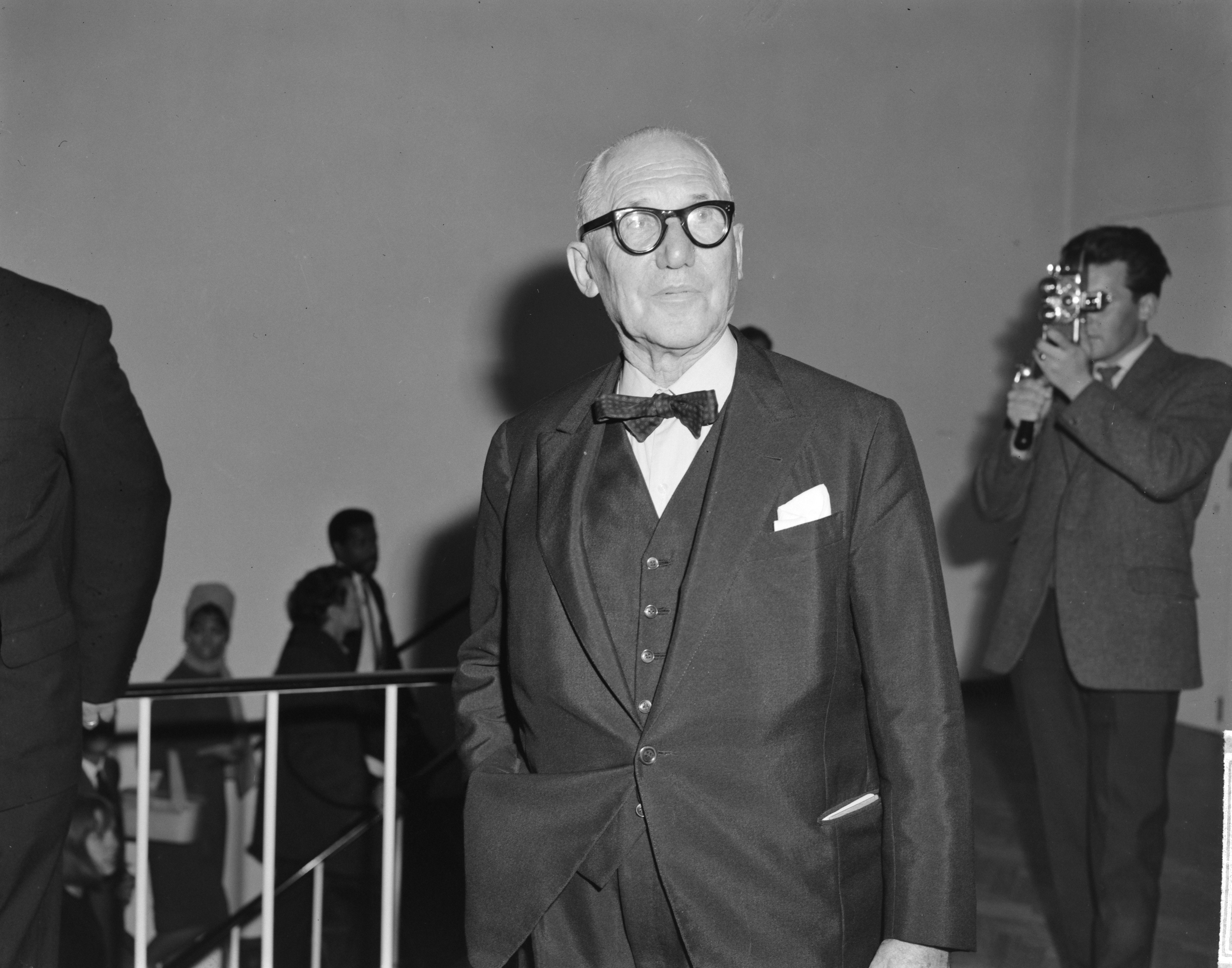
Le Corbusier im Stedelijk Museum, 1964

Le Corbusier (* 6. Oktober 1887 in La Chaux-de-Fonds, Schweiz; † 27. August 1965 in Roquebrune-Cap-Martin, Frankreich; eigentlich Charles-Édouard Jeanneret-Gris) war ein schweizerisch-französischer Architekt, Architekturtheoretiker, Stadtplaner, Maler, Zeichner, Bildhauer und Möbel-Designer. Er war einer der einflussreichsten Architekten des 20. Jahrhunderts, dessen neue Ideen aber auch Kontroversen auslösten. Le Corbusier veröffentlichte über 50 Bücher und initiierte mit der CIAM eine modernistische Städtebau- und Architekturbewegung. Seine Betongebäude begründeten den Architekturstil des Brutalismus.
Le Corbusier ist bis heute umstritten, besonders wegen seiner Sympathie und Verbindung zum Faschismus ab den 1920er Jahren. Seit 2016 gehören 17 seiner Bauten in sieben Ländern zum UNESCO-Welterbe.
Sein Pseudonym Le Corbusier führte er in Anlehnung an den Namen seiner Urgrossmutter Lecorbésier und an corbeau («Rabe») erstmals 1920 in der Zeitschrift L’Esprit nouveau.

## Leben

### 1887–1917

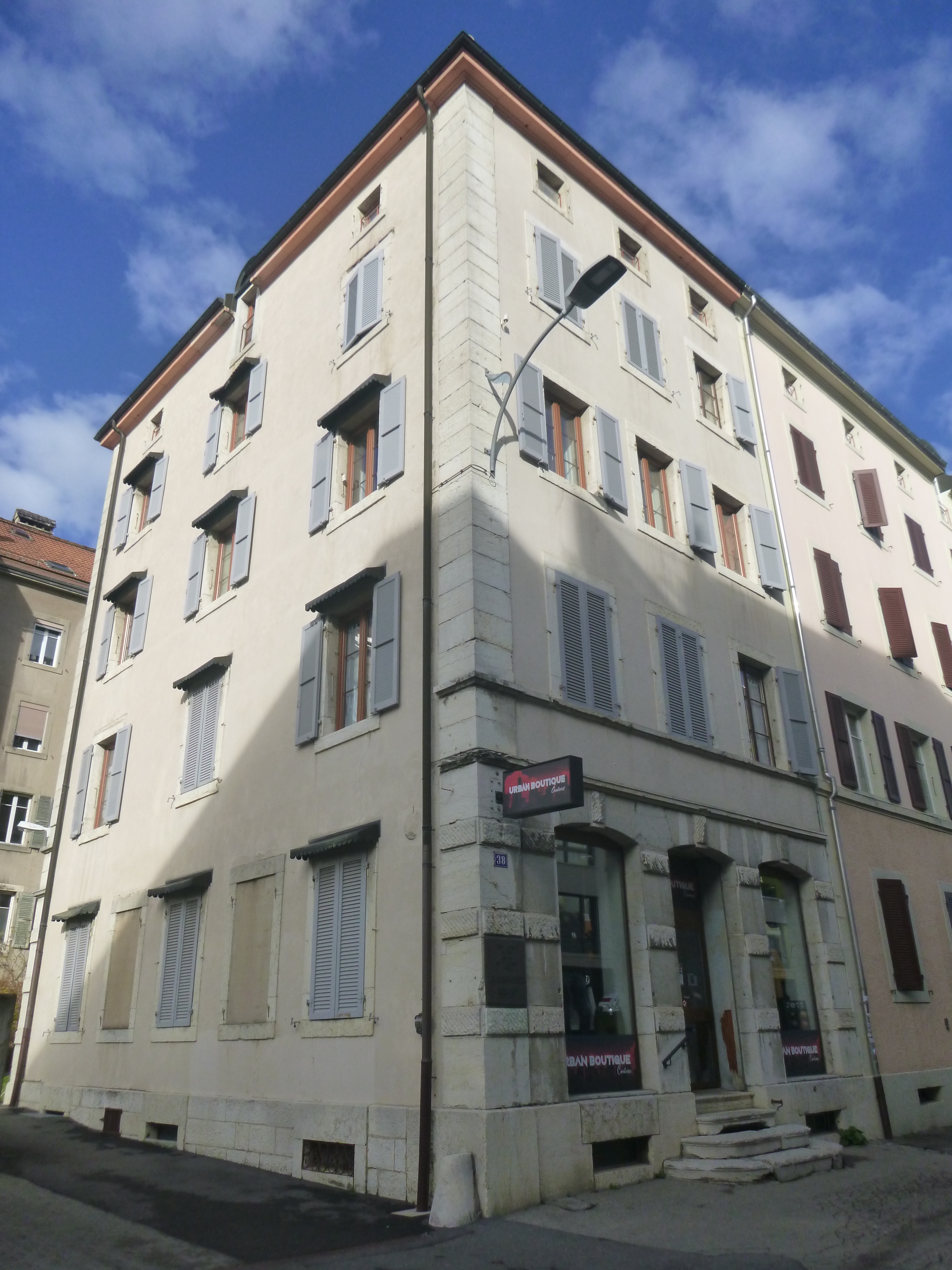
Das Geburtshaus von Charles-Édouard Jeanneret-Gris an der Rue de la Serre 38 in La Chaux-de-Fonds

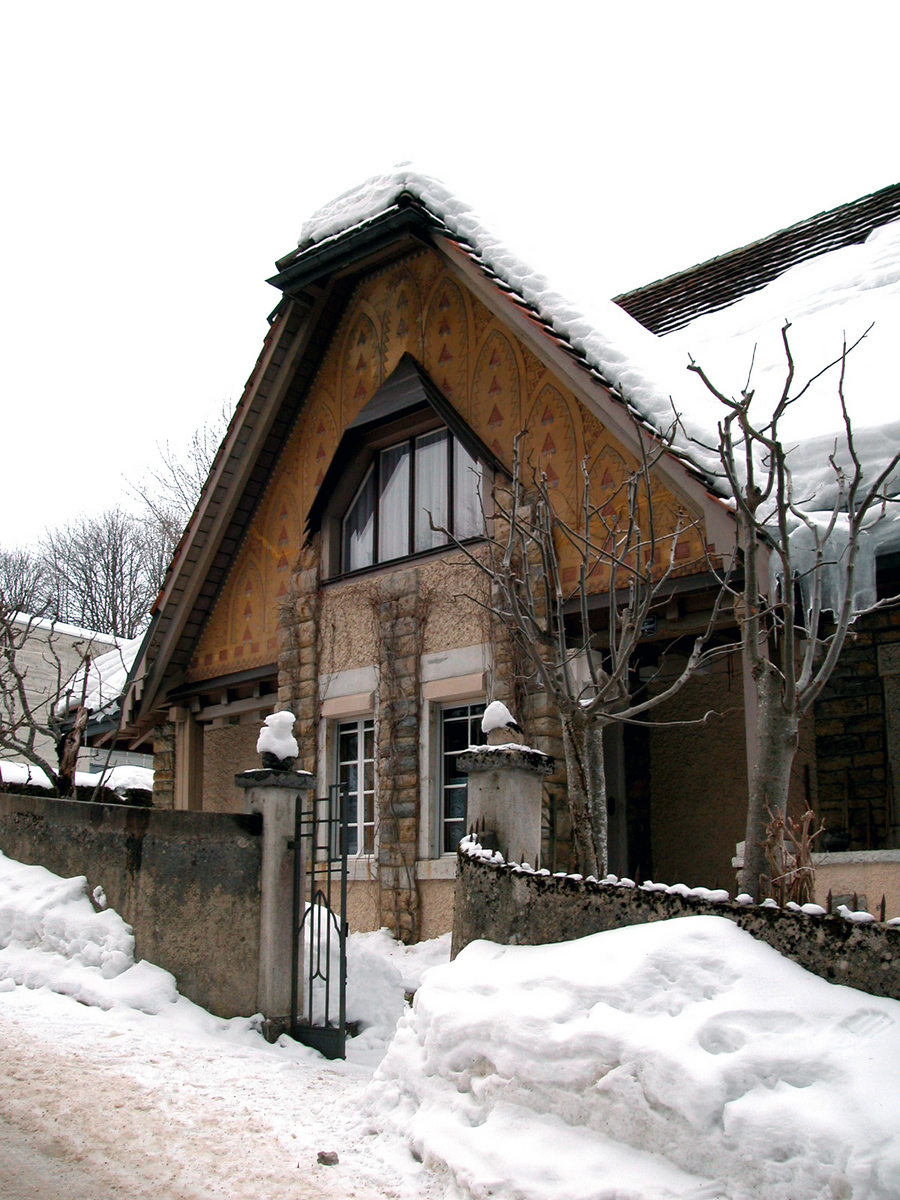
Das Gemeinschaftswerk Villa Fallet in La Chaux-de-Fonds (1905)

Charles Jeanneret entstammte einer alteingesessenen und weitverzweigten Familie reformierter Konfession, die ihre – allerdings nicht nachgewiesenen – Ursprünge bis zu den Albigensern zurückführt. Der Zusatz Gris unterscheidet seinen Familienzweig von den Jeanneret-Grieurin und den Jeanneret-Compas. Sein Vater Georges-Édouard (1855–1926) war Emaillierer von Uhrengehäusen mit eigener Werkstatt in La Chaux-de-Fonds, dem damaligen Zentrum der Schweizer Uhrenindustrie. Seine Mutter Marie-Charlotte-Amélie (1860–1960; geborene Perret) war Musikerin. Sein ein Jahr älterer Bruder Albert Jeanneret (1886–1973) war auch Musiker. Der Maler Louis Soutter (1871–1942) war sein Cousin.
Im Jahr 1900 begann Jeanneret eine Lehre zum Gravierer und Ziseleur in der Kunstgewerbeschule École d’arts appliqués in La Chaux-de-Fonds. Unter dem Einfluss seines Lehrers Charles L’Eplattenier wandte er sich der Malerei und der Architektur zu, wobei er ersterer zunächst mehr zuneigte. Künstlerisch war er zu dieser Zeit stark von der Arts-and-Crafts-Bewegung und Art nouveau beeinflusst.
1905 war er zusammen mit seinen Mitschülern am Entwurf der im Style sapin gestalteten Villa Fallet beteiligt, die einer seiner Lehrer an der École d’arts appliqués für sich bauen liess. Bis 1916 folgten weitere, jetzt eigene Entwürfe für Bauwerke, die noch nicht die für Le Corbusier typische Handschrift tragen und von ihm später auch nicht ins Verzeichnis seiner Werke aufgenommen wurden.
1907 unternahm er zusammen mit dem Bildhauer Léon Perrin seine erste Studienreise. Auf diesen Reisen studierte und zeichnete er die Architektur der bereisten Städte und Landstriche. Er besuchte in Norditalien Mailand, Florenz, die Kartause von Ema in Galluzzo, Siena, Bologna, Padua und Venedig, danach Budapest und Wien. In Wien schloss sich ein sechs Monate langer Aufenthalt beim Architekten und Wortführer der Wiener Secession Josef Hoffmann an. Dort lernte er auch die Theorien von Adolf Loos kennen.
Im März 1908 reiste er zum ersten Mal nach Paris. Dort besuchte er die wichtigsten neuen Architekten der Stadt wie Frantz Jourdain, Charles Plumet, Henri Sauvage und Eugène Grasset und arbeitete bis Ende 1909 während 15 Monaten im Büro von Auguste Perret, dem Pionier des Bauens mit Stahlbeton. Ein weiterer Einfluss zu dieser Zeit war der Architekt und Stadtplaner Tony Garnier, den er in Lyon aufsuchte.

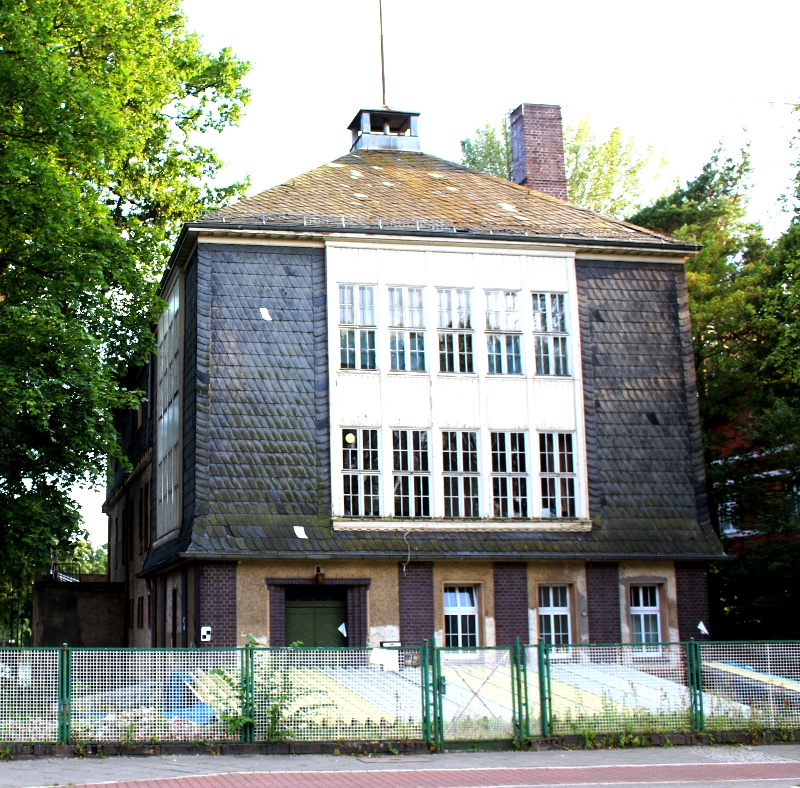
Das Bootshaus Elektra in Berlin (1910)

Im Auftrag seiner Schule, der École d’arts appliqués in La Chaux-de-Fonds, reiste er 1910 nach Deutschland, um die dortige Kunstgewerbebewegung (Deutscher Werkbund, Deutsche Werkstätten) zu studieren, an deren Beispiel er noch im selben Jahr mit Perrin und Georges Aubert die Ateliers d’art réunis gründete. Zunächst gelangte er nach Stuttgart, dann fuhr er über Ulm und Karlsruhe nach München, wo er vorerst bei Octave Matthey wohnte. Er besuchte Heinrich Tessenow und den Musikpädagogen Émile Jaques-Dalcroze in Hellerau, und es kam vom 1. November 1910 bis zum 1. April 1911 zu einem fünfmonatigen Aufenthalt im Atelier von Peter Behrens in Potsdam-Neubabelsberg bei Berlin. Vermutlich lernte er bei diesem Aufenthalt auch die Architektur Frank Lloyd Wrights kennen, die zu dieser Zeit gerade in Europa bekannt wurde. Während des Berliner Aufenthaltes wurde er zur 3. Jahresversammlung des Deutschen Werkbundes eingeladen, die vom 10. bis 12. Juni 1910 stattfand. In dem Atelier bei Behrens arbeitete er unter anderem an dem Entwurf für das Mannesmann-Haus und an einem Projekt für die AEG: das Bootshaus Elektra für den Ruderverein der Angestellten und Beamten.
1911 unternahm er mit dem befreundeten Kunsthistoriker August Klipstein eine zweite Studienreise, die ihn von Wien donauabwärts nach Budapest und von dort nach Rumänien, in die Türkei (u. a. Istanbul), nach Griechenland (u. a. Berg Athos, Athen, wo ihn besonders die Akropolis beeindruckte) und weiter in die italienischen Städte Neapel, Pompeji, Rom und Florenz führte. 1912 entstand die Waldrandvilla Maison Blanche (auch Villa Jeanneret-Perret), die der 25-jährige Künstler für seine Eltern entwarf. Für sie entwarf er später ein weiteres Haus, die «Villa Le Lac» in Corseaux am Genfersee von 1923–1924.
1912/1913 lehrte er an der ein Jahr zuvor von seinem Lehrer L’Eplattenier gegründeten «Neuen Abteilung» (Nouvelle Section) der École d’arts appliqués in La Chaux-de-Fonds Architektur und Inneneinrichtung, gleichzeitig etablierte er sich als selbständiger Architekt und Innenausstatter. So gestaltete er 1914 heute verlorene Einbauten in zwei Wohnungen im Gebäude der Uhrenfabrik Eberhard & Co und 1916 die zweite Etage im Ensemble Doubs 32/Nord 49–51. In Paris wurden am Salon d’Automne einige Aquarelle mit Eindrücken seiner Reisen ausgestellt. 1914 wurde er Leiter einer Abteilung der École d’arts appliqués.
Er erhielt ein Patent auf das zusammen mit dem Ingenieur Max du Bois entwickelte Bausystem «Dom-ino» zur industriellen Serienfertigung von Häusern in Stahlbeton-Skelettbauweise aus vorgefertigten Teilen, die nach dem Prinzip des Freien Grundrisses ganz auf tragende Wände in den einzelnen Geschossen verzichten sollten. Die Architektur seiner Geburtsstadt missfiel ihm. Eine der Ausnahmen war der Umbau des Hôtel Central zum Warenhaus unter Leitung von Otto Engler um 1911. Sein letztes Bauwerk in La Chaux-de-Fonds ist die Villa Schwob (auch Villa Turque), die er 1917 für den Uhrenfabrikanten Anatole Schwob errichtete. Es ist äusserlich noch konventionell mit einer klassizistischen Fassade gestaltet, der Stahlbetonbau hat aber schon viele Merkmale der von ihm erst in den 1920er-Jahren in den Fünf Punkten einer neuen Architektur formulierten Prinzipien, mit denen er dann die moderne Architektur prägte.

### 1917–1939
Charles Jeanneret verlegte 1917 Wohnsitz und Arbeitsmittelpunkt endgültig nach Paris. Dort lernte er den Maler Amédée Ozenfant kennen, mit dem sich in den folgenden Jahren eine künstlerische und publizistische Zusammenarbeit ergab. Anfangs erhielt er nur wenige Aufträge als Architekt. Er beschäftigte sich verstärkt mit zeitgenössischer Malerei, insbesondere kam es zu einer intensiven Auseinandersetzung mit dem Kubismus. 1918 entstanden erste Ölbilder – vor allem Stillleben –, und er stellte gemeinsam mit Ozenfant aus. Beide veröffentlichten zu ihrer ersten Ausstellung mit Après le Cubisme (Nach dem Kubismus) ihr Manifest für eine neue Kunst, den Purismus, dessen Prinzipien auch in Le Corbusiers Architektur einflossen: die rationale Komposition des Bildes/Bauwerkes aus elementaren geometrischen Formen bei Vermeidung rein dekorativer Effekte.
Um ihre Ideen zu Malerei und Architektur in der Öffentlichkeit zu verbreiten, gründeten sie 1920 gemeinsam mit dem Dichter und Publizisten Paul Dermée die Zeitschrift L’Esprit Nouveau. Hier begann er das Pseudonym Le Corbusier zu verwenden, um seine Artikel zu signieren, die 1923 auch unter dem Titel Vers une Architecture als Buch erschienen. Er beschränkte sich fortan in seiner Arbeit nicht auf das Entwerfen von Bauwerken, sondern bemühte sich um die Verbreitung seiner Ideen durch Ausstellungen, Zeitschriften, Bücher und Vorträge. 1920 entwickelte er die ersten Pläne für das Maison Citrohan. Er lehnte sich damit bewusst an die Funktionalität der Automobilindustrie und in der Bezeichnung an den Markennamen Citroën an. Dieser Haustyp sieht Serienfertigung mit quaderförmigem Baukörper und tragenden Seitenwänden vor und erfüllte bereits einen grossen Teil der Fünf Punkte einer neuen Architektur (siehe unten). Realisiert wurden in den 1920er-Jahren überwiegend Wohnhäuser nach dem «Dom-ino»-System. Als Stadtplaner trat er 1922 mit einem Konzept für eine «Zeitgenössische Stadt für drei Millionen Einwohner» (Ville Contemporaine) im Herbstsalon an die Öffentlichkeit.
1922 gründete Le Corbusier mit seinem Vetter Pierre Jeanneret (1896–1967) ein Architekturbüro in der Rue d’Astorg 29; 1924 richtete er zusätzlich ein Atelier in einem Gang eines ehemaligen Jesuitenklosters in der Rue de Sèvres 35 ein. Von 1927 bis 1937 arbeiteten sie als Trio mit der Architektin und Designerin Charlotte Perriand und gründeten in Opposition zur Société des Artistes Décorateurs 1930 die Union des artistes modernes.
Auf der Internationalen Kunstgewerbeausstellung Exposition Internationale des Arts Décoratifs 1925 in Paris zeigten Le Corbusier und Jeanneret mit dem Pavillon L’Esprit Nouveau einen avantgardistischen Gegenentwurf zum Mainstream der Ausstellung, die im Zeichen des Art déco stand. Dieser Pavillon bestand aus einer zweigeschossigen Villeneinheit, die als Grundbaustein in seinen damaligen Architekturentwürfen wiederholt auftaucht, entweder zum Wohnblock (immeuble-villas) gestapelt oder zu einer «geschlossenen Siedlung in Wabenform» gruppiert. Der Pavillon war mit modernem, funktionalem Mobiliar eingerichtet, an den Wänden hing puristische und kubistische Malerei von Le Corbusier, Fernand Léger, Jacques Lipchitz, Juan Gris und Ozenfant, vor dem Gebäude stand eine Skulptur von Lipchitz. In einem angeschlossenen Diorama zeigte er seine städtebaulichen Visionen für Paris (Ville contemporaine, Plan Voisin), die auf einen Flächenabriss des historischen Zentrums unter Beibehaltung einiger weniger Monumente und den Ersatz durch regelmässig angeordnete Hochhausbauten zielten. Bald nach der Ausstellung wurde die Zeitschrift L’Esprit Nouveau eingestellt. Differenzen führten zur Trennung von Ozenfant.
Le Corbusier und Pierre Jeanneret nahmen 1927 am Wettbewerb für den Völkerbundpalast in Genf teil. Ihr Entwurf erhielt mit acht anderen (von 377) einen ersten Preis zugesprochen und vereinigte die meisten Jurystimmen auf sich. Die Jury konnte sich jedoch in der Frage, ob ein moderner oder ein historisierender Entwurf zu bevorzugen sei, nicht einigen. Auch deswegen wurde Le Corbusiers und Jeannerets Entwurf aus einem formalen Grund – sie hatten nicht die geforderten Tuschezeichnungen, sondern Kopien eingereicht – abgelehnt, obwohl ihr Plan der einzige war, der den von der Jury vorgegebenen Kostenrahmen einhielt.
Gebaut wurden Le Corbusiers und Pierre Jeannerets Häuser für die im Rahmen der Werkbundausstellung «Die Wohnung» in Stuttgart 1927 erstellte Mustersiedlung «Weissenhof». Sie waren nach den programmatischen Fünf Punkten zu einer neuen Architektur entworfen. Eines der Häuser stellt den ersten errichteten Bau des Typs Citrohan dar. Verschiedene Räume der Häuser waren während der Ausstellung mit Werken Willi Baumeisters ausgestattet, der auch die grafische Gestaltung von Alfred Roths Publikation Zwei Wohnhäuser von Le Corbusier und Pierre Jeanneret besorgte.
1928 reiste er nach Moskau, wo er nach dem Gewinn eines internationalen Wettbewerbs den Auftrag zum Bau des Gebäudes für den Zentralverband der Konsumgenossenschaften der Sowjetunion (Zentrosojus) erhielt. Im schweizerischen La Sarraz gründete er mit anderen Architekten den Congrès International d’Architecture Moderne. Die Gründung dieser Architektenvereinigung war auch eine Reaktion auf die vielfach als Skandal empfundenen Ereignisse beim Wettbewerb um den Völkerbundpalast.
1929 ging er auf seine erste Südamerikareise und hielt dort Vorträge über Architektur. In São Paulo hatte er Josephine Baker auftreten sehen und folgte ihr an Bord des Schiffes Giulio Cesare. Sie sang in der Kabine von Le Corbusier, der sie nackt zeichnete. Er forderte daraufhin neue Bauten aus dem Geiste ihres Tanzes. Aufgrund dieser Begegnung entwarf er die «Villa Savoye».

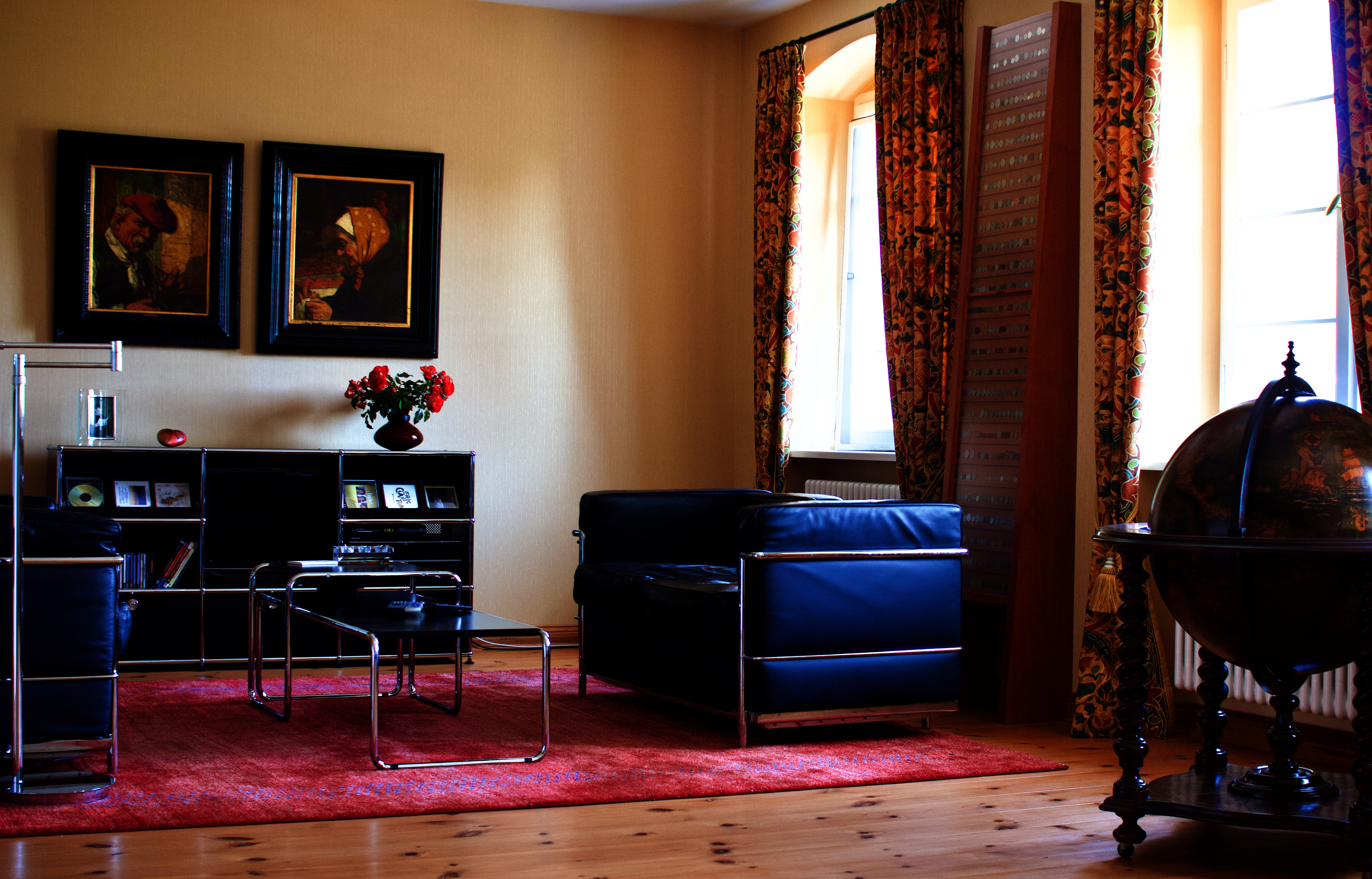
Sofa LC3

Im Herbstsalon stellten er, Pierre Jeanneret und Charlotte Perriand (1903–1999) gemeinsame Möbelentwürfe aus. Diese werden als Designermöbel bis heute hergestellt und unter der Bezeichnung LC1 bis LC7 vertrieben. Das markanteste und bekannteste Modell dieser Reihe ist vermutlich die Chaiselongue LC 4.
Im September 1930 nahm Le Corbusier die französische Staatsangehörigkeit an, im Dezember heiratete er das aus Monaco stammende Mannequin Yvonne Gallis (1892–1957). 1931 nahm er am internationalen Wettbewerb für den Sowjetpalast in Moskau teil, der Entwurf wurde im folgenden Jahr abgelehnt.
Im Februar 1931 unternahm er eine erste Reise nach Algier, der 1933 eine weitere folgte. Für diese Stadt unter der Ägide der Kolonialmacht Frankreich entstanden in den folgenden Jahren umfangreiche Stadtplanungen und architektonische Entwürfe wie das Projekt Plan Obus (1932) für den kompletten Abriss der Innenstadt und deren Überbauung mit einem einzigen gigantischen Gebäude, auf dessen Dach sich Autobahnen befinden sollten. Das Projekt wurde nicht umgesetzt.
1933 war er federführend an der Ausarbeitung und Verabschiedung der Charta von Athen auf dem IV. CIAM-Kongress in Athen beteiligt, die mit ihrem Konzept der Trennung von Arbeit, Wohnen und Erholung grossen Einfluss auf den Städtebau in den 1950er und 1960er Jahren bekommen sollte. 1935 reiste er auf Einladung des Museum of Modern Art zum ersten Mal in die USA, besuchte Kongresse und hielt Vorträge, Aufträge blieben aber aus. Unter dem Titel La Ville Radieuse erarbeitete er ein weiteres städtebauliches Konzept.
Auf seiner zweiten Lateinamerikareise entwarf er in Brasilien 1936 zusammen mit den einheimischen Architekten Lúcio Costa und Oscar Niemeyer unter anderem das Erziehungs- und Gesundheitsministerium für Rio de Janeiro.

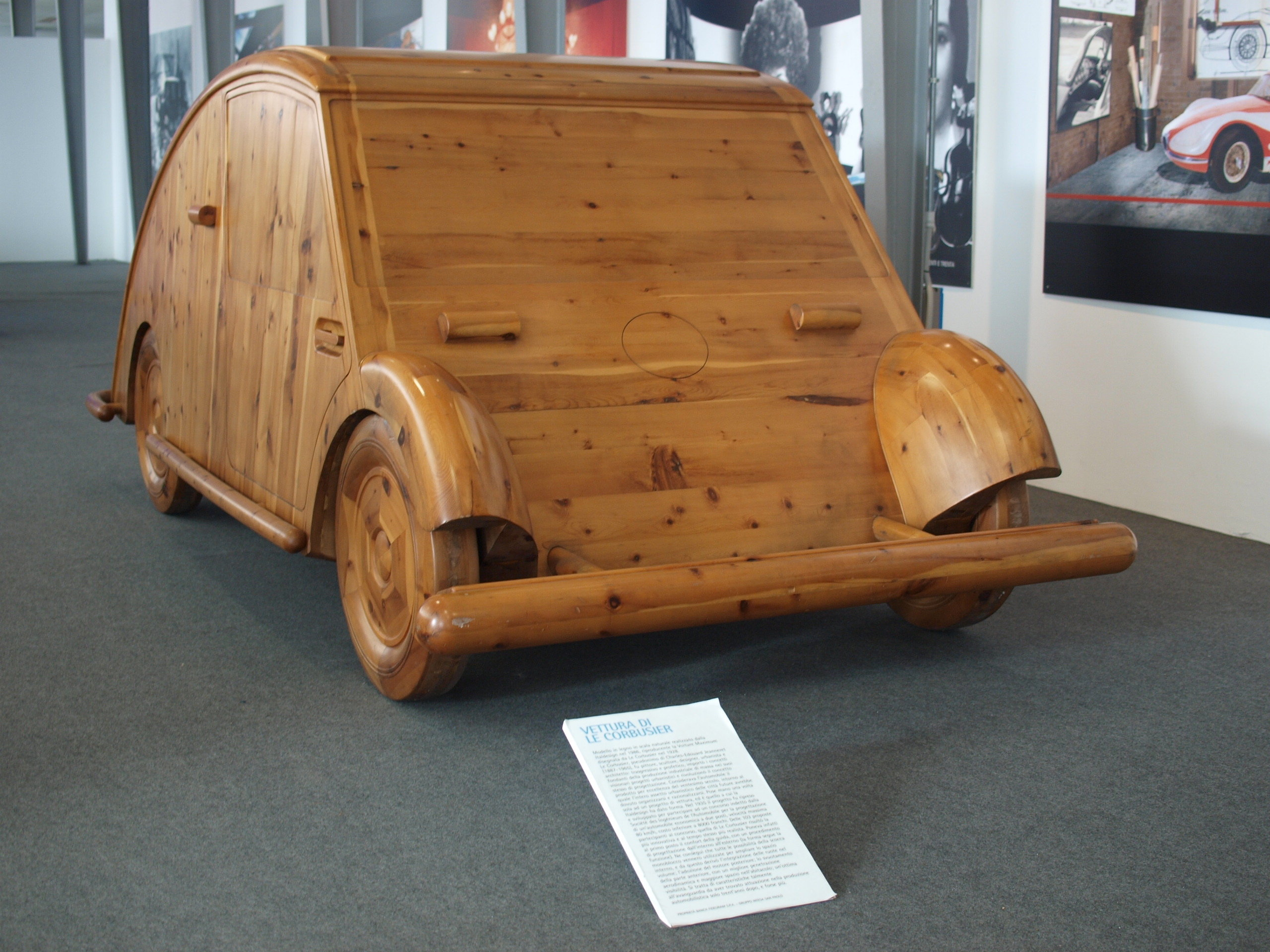
Holzmodell der Voiture Minimum

Im gleichen Jahr richtete die Société des Ingénieurs de l’Automobile einen Wettbewerb aus. Gefordert war die Konstruktion eines Kleinwagens mit zwei Sitzen für nicht mehr als 8000 Francs. Le Corbusier reichte zusammen mit Pierre Jeanneret einen ungewöhnlichen Entwurf ein: Die Voiture Minimum hatte vier Sitze – drei nebeneinander, einer quer dahinter – Zentralrohrrahmen, einen vor der Hinterachse quer eingebauten Motor, glatte, nahezu ebene Seiten und Buckelheck. Die schrägstehende Spritzwand ging ohne Knick in die Windschutzscheibe über und wurde nur von den Kotflügeln und der Frontstossstange überragt. Er gewann den Wettbewerb nicht und versuchte danach vergeblich, einen Hersteller für sein Fahrzeug zu interessieren. Erst sehr viel später wurde die Voiture Minimum als radikale und fortschrittliche Konstruktion wertgeschätzt. Der von der Voiture Minimum faszinierte Designer Giorgetto Giugiaro liess ein 1:1-Holzmodell bauen, das bei der Ausstellung anlässlich Le Corbusiers 100. Geburtstages gezeigt wurde.
Auf der Weltausstellung 1937 in Paris war er mit dem Ausstellungspavillon Temps nouveaux vertreten. Ein weiterer Entwurf für die Weltausstellung wurde von der Jury abgelehnt.

### 1940–1965
Mit Beginn des Zweiten Weltkriegs kam die Bautätigkeit nahezu zum Stillstand. Ein Auftrag zur Planung einer Munitionsfabrik konnte wegen der schnellen Niederlage Frankreichs 1940 nicht mehr ausgeführt werden. Le Corbusier und Pierre Jeanneret schlossen das gemeinsame Architekturbüro, er floh mit seiner Frau in die Pyrenäen.

#### Vichy-Jahre
Am 3. Juli 1940, zwei Tage nachdem sich Marschall Pétain in Vichy installiert hatte, zog Le Corbusier dorthin und knüpfte Kontakte zur Pétain-Regierung, von der er auch Aufträge erhielt und ausführte. Seine politische Haltung in dieser Zeit war lange nicht klar, doch liess er in den späten 1930er Jahren Sympathien für die politische Rechte erkennen, was dazu führte, dass sich Mitarbeiter von ihm distanziert haben sollen. Inzwischen ist nachgewiesen, dass er mit der Vichy-Regierung, Hitler und den Faschisten sympathisierte. In einem Lebenslauf, geschrieben für die Vichy-Behörden, verschwieg er, dass er als Schweizer geboren wurde. Im Gesamtkontext von Corbusiers Werdegang gibt es für das „Verschweigen“ aber auch eine andere Erklärung: «Im Munde Le Corbusiers ist das Wort ‹Schweiz› zum Beispiel oft verziert mit Kritik oder mit desillusionierten Erwägungen. Sein Heimatland ist für ihn Synonym für Misserfolg. Und seine Frustrationen verstärken sich, als man ihm das Bauprojekt des Palais des Nations in Genf verweigert.»
In der 2002 erschienenen Auswahl seiner Briefe Le Corbusier: Choix de lettres werden Le Corbusiers Sympathien für Hitler dokumentiert. So schrieb er am 30. Oktober 1940, dem Tag, an dem Marschall Pétain die Parole der Kollaboration mit Nazi-Deutschland ausgegeben hatte, seiner Mutter: «Wenn es ihm mit seinen Ankündigungen ernst ist, kann Hitler sein Leben mit einem grossartigen Werk krönen: der Neugestaltung Europas.» Der Schweizer Schriftsteller Daniel de Roulet hatte 2005 in einem Essay auf die politischen Verstrickungen Le Corbusiers hingewiesen. In der 2008 (auf Englisch) und 2021 (auf Deutsch) erschienenen Biografie des Kunsthistorikers Nicholas Fox Weber Le Corbusier werden auch seine dunklen Seiten offen dargestellt.
Eine wesentliche Triebfeder der Faschismusvorwürfe sind die teils rigorosen städtebaulichen Großprojekte von Le Corbusier wie „La Ville Contemporaine“ (1922), der „Plan Voisin“ (1925), „La Ville Radieuse“ (1930) und der sogenannte „Plan Obus“ (1933), die «...manchmal als totalitär beschrieben werden. So sagte etwa der Lausanner Architekturhistoriker Pierre Frey: „Le Corbusier war ein radikaler Theoretiker einer Art räumlichen Eugenik und ein rabiater Antisemit und hätte, ohne mit der Wimper zu zucken, auch für Hitler gebaut.“» Solche Utopien städtebaulicher oder geopolitischer Art waren am Beginn des „modernen“ 20. Jahrhunderts allerdings en vogue, wie man an Herman Sörgels Atlantropa (Planung ab 1928) sieht. Auch Ludwig Hilberseimers „Hochhausstadt“ (1924), Hannes Meyers Arbeiterstadt für Nishni-Kurinsk (1932) oder Frank Lloyd Wrights suburbane Broadacre City (1932), passen in diese Kategorie, allerdings sind sie flächenmäßig kleiner, damit realistischer und die letztere eine Antwort auf Corbusiers propagandistische Planung der „Ville Radieuse“.
Auch Journalist Philipp Gut schlussfolgert unter Bezugnahme auf Nicholas Fox Weber: „Seine eigentliche Utopie war der Urbanismus: Er wollte das Erscheinungsbild ganzer Städte verändern, radikal. Und dazu schienen ihm die mit nie geahnter Machtfülle ausgestatteten Führer des totalitären Zeitalters die politischen Voraussetzungen zu liefern, weshalb er ‚unermüdlich, Tag für Tag, an eine Tür nach der andern‘ klopfte. Jeder Kontakt mit Angehörigen des Regimes war ihm willkommen. Eine eher bizarre Annäherung ergab sich an Admiral François Darlan, einen fulminanten Antisemiten, der überzeugt war, dass Frankreich Teil eines nationalsozialistischen Europa werden sollte.“ Diese Auffassung wird ähnlich in Bezug auf Le Corbusiers Haltung zu dessen 50. Todestag von drei weiteren Autoren formuliert: „Der Übervater der modernen Architektur sei Faschisten sehr nahe gestanden, wo nicht gar selber einer gewesen“.
Bei seinem Aufenthalt in Vichy konnte Le Corbusier auf seine faschistischen Freunde und Kreise zählen. So lobbyierte für ihn Marcel Bucard, Gründer des rechtsextremen Mouvement Franciste. Mit Le Corbusiers verbunden waren Georges Valois, Gründer von Le Faisceau, der ersten faschistischen Partei ausserhalb Italiens, und auch ein Dr. Pierre Winter, ein überzeugter aktiver Faschist. „Dieser Doktor trat 1925/6 dem Faisceau bei. Er bot Le Corbusier Artikel zum Thema Sport, Hygiene und der Schaffung des modernen Menschen an. Dieser von Nietzsches Übermenschen beeinflusste Diskurs, und das interessierte Le Corbusier offenbar sehr. Und so rekrutierte er z.B. seinen Anwalt oder seinen Ingenieur aus diesem Milieu.“ Seit der Bekanntschaft mit Pierre Winter, betont Xavier de Jarcy (Autor von „Le Corbusier, un fascisme français“), sei das Werk Le Corbusiers durchzogen von der Idee der Eugenetik. Le Corbusier und sein Umfeld befruchteten sich gegenseitig. Gemeinsam war ihnen Antiparlamentarismus und das Bedürfnis, Frankreich nach dem Ersten Weltkrieg wieder aufzurichten: einen gesunden, leistungsfähigen Menschen zu schaffen durch Sport, Arbeit und Auslese. Le Corbusiers Wohneinheit „Cité radieuse“ in Marseille (erbaut 1947–1952) trägt nach Ansicht des Journalisten klare Züge dieses Gedankenguts. Diese Auffassung wird allerdings durch Corbusiers Hang zum spartanischen Leben eines "Homme Sauvage" und durch diverse Autoren sowie die Aufnahme des Gebäudes in die UNESCO-Welterbe-Liste relativiert.
„Le Corbusier griff in privaten Briefen vereinzelt antisemitische Stereotype und Ressentiments auf, öffentlich äusserte er sich allerdings nie antisemitisch und trug auch nicht zur rassistischen Propaganda der Zeit bei. Um Aufträge zu erhalten, pflegte Le Corbusier opportunistische Haltungen zu totalitären Ideologien. So war er in der Sowjetunion zur Zeit Stalins tätig und suchte zeitgleich den Kontakt zu Mussolini, der bis in die dreissiger Jahre ein Förderer moderner Architektur war. Grundsätzlich war Le Corbusier aber nonkonformistisch eingestellt und blieb seinen künstlerischen, architektonischen und städtebaulichen Überzeugungen stets treu“, schreibt Philipp Meier im Feuilleton der Neuen Zürcher Zeitung.
Vichys Innenminister Marcel Peyrouton ernannte Le Corbusier zum Verantwortlichen für Städtebau in den zerstörten Gebieten Frankreichs. In einem am 27. Mai 1941 von Pétain unterzeichneten Dokument wurde er in ein Komitee für Wohnbauprobleme der Vichy-Regierung berufen. Er sollte sich auch um Paris kümmern, unter anderen gemeinsam mit dem ehemaligen Sozialisten Gaston Bergery, dem Schriftsteller Jean Giraudoux und dem Arzt Alexis Carrel, Anhänger der nationalsozialistische Rassenhygiene, ab 1940 Direktor der Fondation Française pour l’Etude des Problèmes Humains („Französische Stiftung zum Studium menschlicher Probleme“). Hier zeigt sich, dass eine Verortung des widersprüchlichen Geistes Le Corbusier im Kontext der damaligen Gesellschaft nicht so einfach ist. Während Bergery der Parti frontiste, zwischen Kapitalismus und Sozialismus, zuzuordnen ist und Giraudoux für Frankreich in einem die Übernahme einer Einwanderungspolitik nach amerikanischem Vorbild forderte, aber z. B. arabische Immigranten auf Grund ihrer kulturellen und charakterlichen Eigenschaften diesbezüglich ausschließen wollte, ist die Zuordnung und Kontextualisierung des Nobelpreisträgers Carrel eindeutig. Sein Werk hat dennoch Bestand.
Da Le Corbusier im Kriege nicht praktisch tätig sein konnte, wandte er sich einer intensiven Tätigkeit auf dem Gebiete des theoretischen Suchens zu, wozu er 1942 die Vereinigung Assemblée de Constructeurs pour Rénovation architecturale (ASCORAL) gründete. 1942 begann er auch mit der Ausarbeitung seiner Modulor genannten Auswahl von Längenmasseinheiten, die er fortan in allen seinen architektonischen Entwürfen verwendete.

#### Nach der Befreiung

Chapelle Notre-Dame-du-Haut de Ronchamp Südliche Fensterfassade und nach Osten gerichteter Freialtar mit Aussenkanzel (1950–55)

Das Kloster Sainte-Marie de la Tourette von Westen (1956 bis 1960)

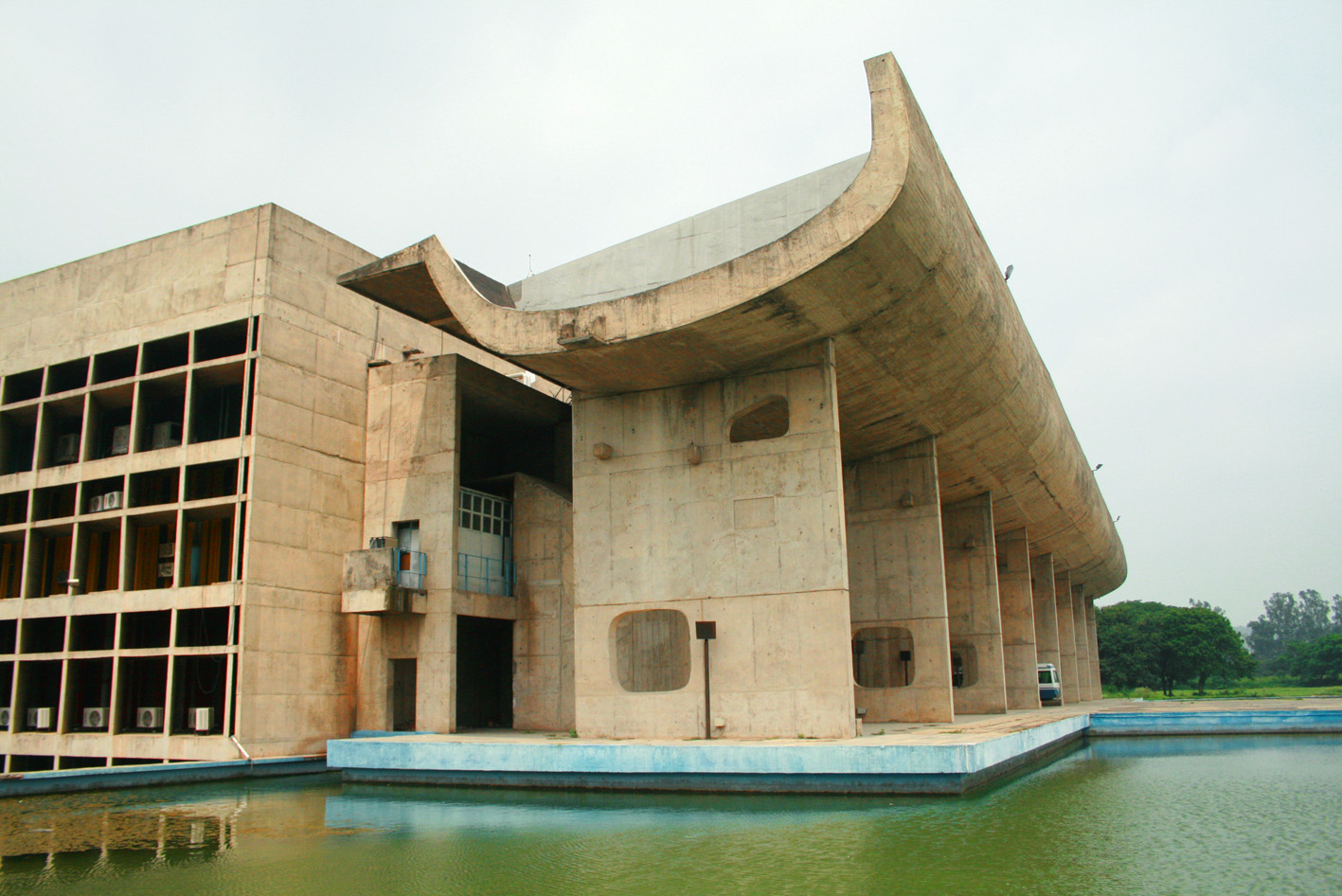
Parlamentsgebäude in Chandigarh (Planung ab 1952)

Nach der Befreiung Frankreichs 1944 wurde er Vorsitzender der Städtebaukommission des französischen Architektenverbandes Front national des architectes und eröffnete im August wieder in der Rue de Sèvres ein Büro. Er arbeitete 1945/1946 an Wiederaufbauplänen für Nantes, Saint-Dié-des-Vosges und La Rochelle-Pallice, die aber ebenso wenig realisiert wurden wie seine Stadtplanungen zur Erweiterung von Saint-Gaudens. Ende 1945 schiffte er sich zu seiner zweiten Reise in die USA ein, wo eine Wanderausstellung sein Werk bekannt machte. Er besuchte Albert Einstein in Princeton.
1947 wurde er Mitglied der Architektenkommission, die für die Planung des UN-Hauptquartiers in New York eingesetzt wurde. Von ihm stammen das Grundkonzept und die Pläne für das UNO-Hochhaus (Sekretariat), ausführender Architekt aber wurde Wallace Harrison. Zu Beginn der 1940er Jahre beschäftigte er sich auch mit der Bildhauerei, zusammen mit dem bretonischen Tischler und Holzschnitzer Joseph Savina vollendete er 1948 erste Holzskulpturen. Er zeichnete auch Vorlagen für Gobelins.
Die Regierung des indischen Bundesstaates Punjab berief ihn 1951 auf Empfehlung von Maxwell Fry als Berater für die Planung der neuen Hauptstadt Chandigarh, weil der zunächst beauftragte Stadtplaner Albert Mayer seinen Auftrag ohne den bei einem Flugzeugunfall tödlich verunglückten Matthew Nowicki nicht mehr ausführen konnte. Le Corbusier konnte hier seine städtebaulichen Vorstellungen erstmals in die Realität umsetzen: Bis 1952 stellte er die Raumplanung fertig. Ausser dem Gesamtplan der Stadt konzentrierte sich sein Schaffen in Chandigarh auf den Kapitol-Komplex. Für diesen entwarf er neben einigen Regierungsgebäuden (Justizpalast, Sekretariat und Parlamentsgebäude) auch vier Denkmäler. Anders als der Rest seines Teams arbeitete Le Corbusier aber nicht vor Ort, sondern bestand darauf, weiterhin in Paris zu wohnen und lediglich zweimal im Jahr für einen Monat in Indien zu leben und zu arbeiten. Weitere Projekte führte er auf dem indischen Subkontinent in den 1950er-Jahren auch in Ahmedabad aus.
1952 wurde in Marseille nach sechs Jahren Planung und Bauen die erste Unité d’Habitation fertiggestellt: Ein 135 Meter langes und 56 Meter hohes Gebäude auf Stelzen, das 337 Wohnungen für 1500 Einwohner bot sowie Infrastruktur vom Hotel bis zur Ladenstrasse. Von diesem Haustyp wurden in den folgenden Jahren vier weitere Ausführungen an verschiedenen Orten errichtet. Dieser neue Typ der «Wohnmaschine», die unabhängig von lokalen Gegebenheiten realisiert werden konnte, offenbart auf provokante Art und Weise eine «Irrelevanz des Ortes für die architektonische Entscheidung», ein Bauen «ohne Konzessionen an den jeweiligen Kontext».
Es entstanden zwei repräsentative Sakralbauten: die wegen ihrer Formensprache berühmte Wallfahrtskirche Notre-Dame-du-Haut de Ronchamp wurde 1955, der bautypologisch bedeutende Klosterkomplex Sainte-Marie de la Tourette in Éveux (neben L’Arbresle) 1960 fertiggestellt. Die Wallfahrtskirche in Ronchamp wurde vom Dominikanerpater und Kunstkritiker Marie-Alain Couturier angeregt, der als Initiator der „Art Sacré“-Bewegung in Frankreich
auch für die Beauftragung von a Tourette an Le Corbusier sorgte. Für die Firma Philips entwarf er gemeinsam mit Iannis Xenakis einen Pavillon für die Weltausstellung 1958 in Brüssel, der mit seinen parabolisch und hyperbolisch geschwungenen Oberflächen die expressive Formensprache der Kirche von Ronchamp weiterführte und für dessen Innenraum sie in Zusammenarbeit mit dem Komponisten Edgar Varèse das Poème électronique, eine Art multimediales Gesamtkunstwerk aus Bild (Dia-Vorführung), Musik und Architektur, schufen.
In den Jahren 1960 bis 1962 entstand am Schnittpunkt des Rheinseitenkanals mit dem Rhein-Rhône-Kanal nahe der deutschen Grenze am Rhein die Schleuse Kembs-Niffer, für die Le Corbusier einen Kontrollturm für den Schleusenbetrieb und ein Zoll- und Verwaltungsgebäude entwarf. Der Schaft des Turmes besteht aus zwei diagonal übereinandergesetzten Würfeln mit aussenliegender Treppe, die zu einer verglasten Plattform führt. Das Dach des Zollgebäudes ist eine Hyparschale. Sie ist an den unterschiedlich hohen Eckpunkten aufgehängt und «hängt durch». Am Tiefpunkt der Konstruktion wird das Niederschlagswasser gesammelt und abgeleitet. Es handelt sich hier um einen der raren Aufträge, die Le Corbusier je in Frankreich aus öffentlicher Hand erhielt. Ursprünglich sollten identische Gebäude an weiteren Schleusen entlang des auszubauenden Rhein-Rhône-Kanals errichtet werden. Das aber wurde durch den Tod Le Corbusiers und schliesslich den Stopp des gesamten Ausbauprojekts verhindert.
Mit dem Nationalmuseum für westliche Kunst war er ab 1959 auch im Ueno-Park in Tokio vertreten. Der Auftrag für den Bau des Carpenter Center for Visual Arts an der Harvard University ermöglichte ihm zwischen 1959 und 1962 auch sein erstes und einziges Projekt in den USA unter eigenem Namen. 1959 nahm Le Corbusier an der documenta II in Kassel in der Abteilung Graphik teil.
Mit 77 Jahren starb Le Corbusier 1965 in Cap-Martin, als er beim Baden im Meer nahe seinem Ferienhäuschen Le Cabanon einen Herzinfarkt erlitt und ertrank. Am 1. September ehrte Kulturminister André Malraux den Toten mit einer offiziellen Trauerfeier im Carrée-Hof des Louvre. Er wurde auf dem Friedhof von Roquebrune-Cap-Martin bestattet.

## Auszeichnungen und Ehrungen

### Ehrendoktorwürden und weitere Anerkennungen
Le Corbusier erhielt 1934 den Ehrendoktor der Universität Zürich für die Anwendung mathematischer Ordnungsprinzipien. Weitere Ehrendoktortitel erhielt er 1955 von der ETH Zürich, 1959 von der Universität Cambridge, 1961 von der Nationaluniversität von Kolumbien und 1963 von der Universität Genf. 1953 wurde er als Ehrenmitglied in die American Academy of Arts and Letters und 1956 in die American Academy of Arts and Sciences gewählt. 1968 wurde er Ehrenmitglied (Honorary Member) des AIA American Institute of Architects. 1937 wurde er Ritter, 1952 Kommandeur und 1963 Grossoffizier der französischen Ehrenlegion. Nach ihm ist der Asteroid (52271) Lecorbusier benannt.

### Le Corbusier auf einer Schweizer Banknote
Auf der Schweizer 10-Franken-Note der achten Serie von 1997 ist auf der Vorderseite sein Porträt zu sehen, auf der Rückseite der Grundriss des Regierungsviertels von Chandigarh sowie in der linken, unteren Ecke der Modulor-Mann mit dem hochgestreckten Arm als Symbolfigur seines in den Jahren 1942 bis 1955 entwickelten anthropometrischen Masssystems Modulor. Rechts neben dem Modulor-Mann ist der Massstab mit von unten nach oben grösser werdenden linsenartigen Masseinheiten dargestellt.

### Le Corbusiers letztes Werk als Kulturgut von nationaler Bedeutung
Der Ausstellungspavillon, der im Jahr 1967, zwei Jahre nach Le Corbusiers Tod, eingeweiht werden konnte, ist der einzige, den er in der deutschsprachigen Schweiz realisiert hatte und – auf ausdrücklichen Wunsch von Heidi Weber – der einzige aus Stahl und Glas. Er wurde von der Galeristin und Rechteinhaberin seines bildnerischen Werks und vier seiner Design-Möbel während rund 50 Jahren als Privatmuseum geleitet. Entsprechend ihrer Vision präsentierte sie den Künstlerarchitekten in dem von ihm selber entworfenen Haus mit seinen Gemälden, Zeichnungen, Tapisserien, Skulpturen und Möbeln als «Universalgenie». Im Jahr 2014 wurde das von Heidi Weber initiierte, finanzierte und als Bauherrin realisierte Heidi Weber Museum – Centre Le Corbusier in Zürich integral unter Denkmalschutz gestellt. Mit der KGS-Nr. 10053 wurde das Künstlerhaus als Kulturgut von nationaler Bedeutung in der Schweiz als solches registriert.

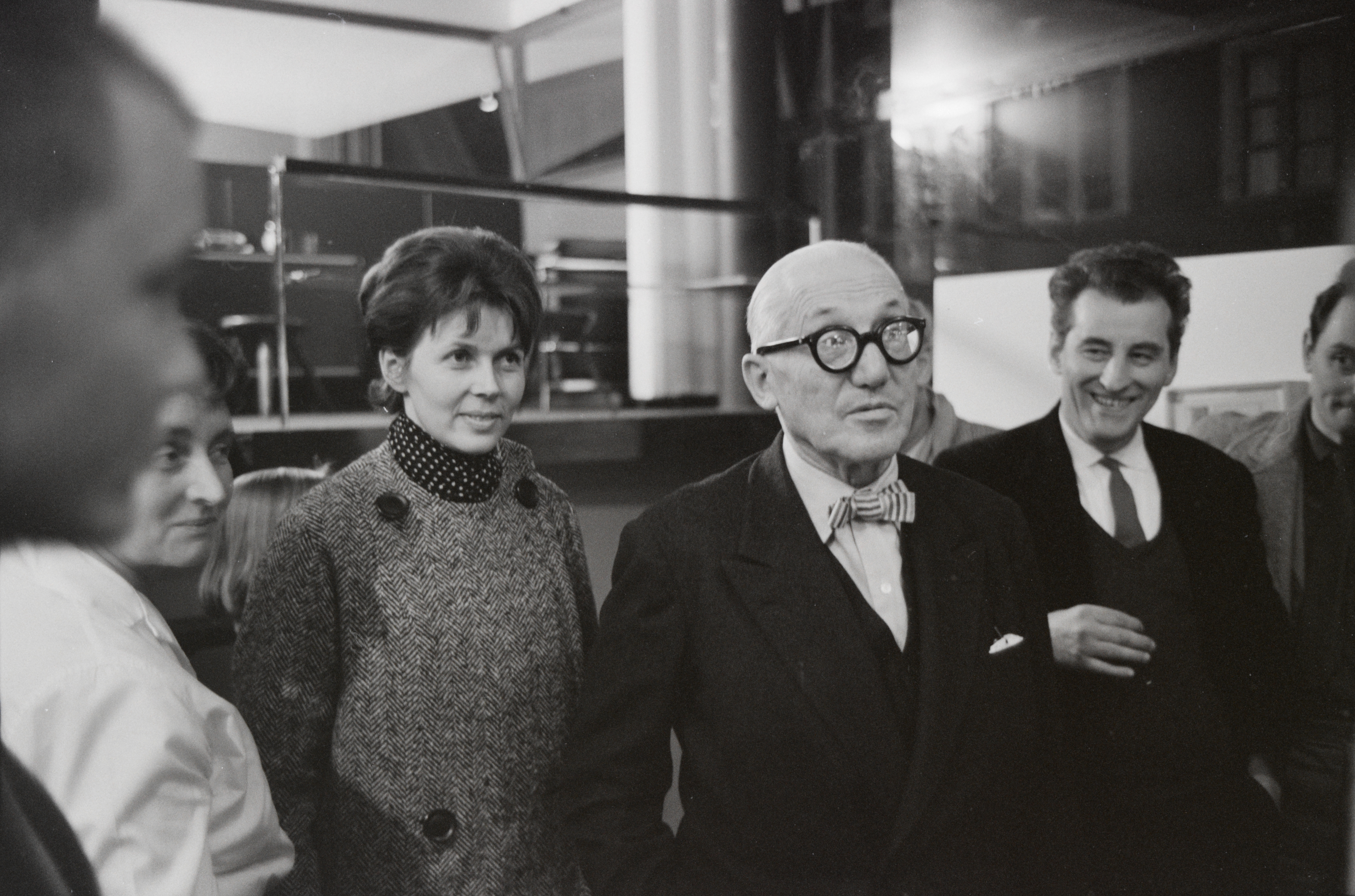
Heidi Weber und Le Corbusier in der Galerie Mezzanin, Neumarkt 28 in Zürich, 1. November 1961 / Foto: Comet Photo, ETH-Bibliothek Zürich
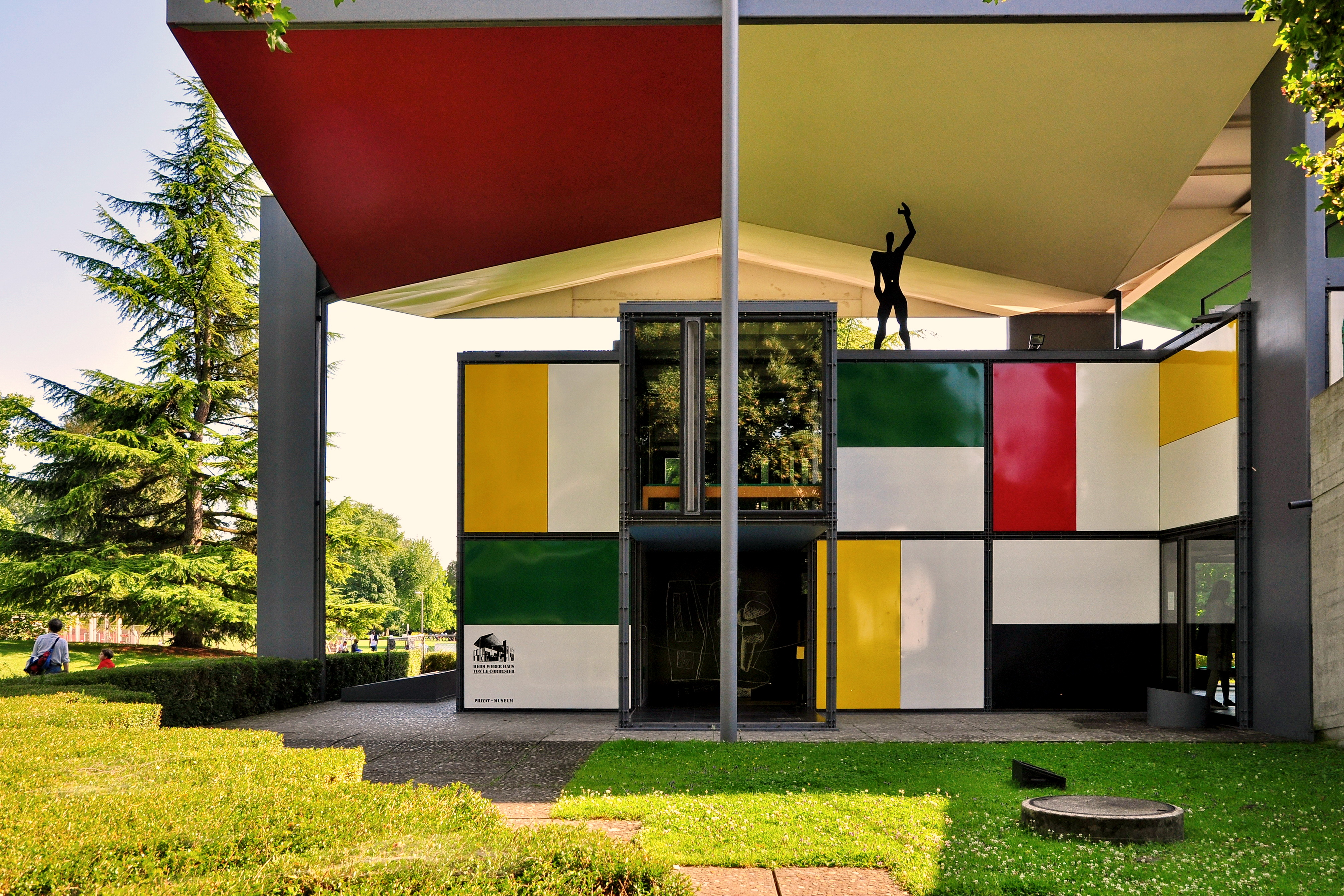
Heidi Weber Haus – Centre Le Corbusier mit Modulor-Skulptur auf dem Dach
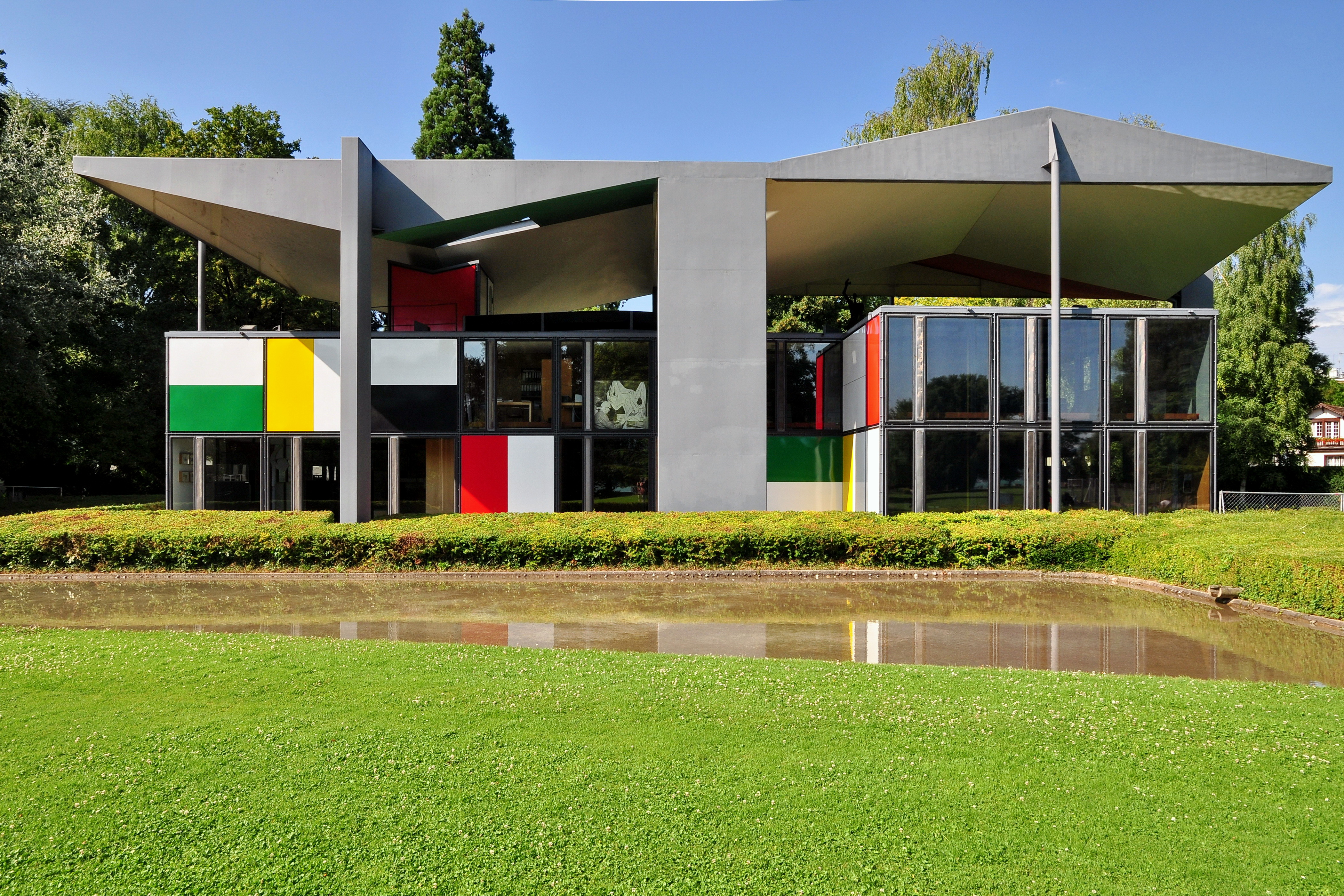
Centre Le Corbusier, Zürich-Seefeld
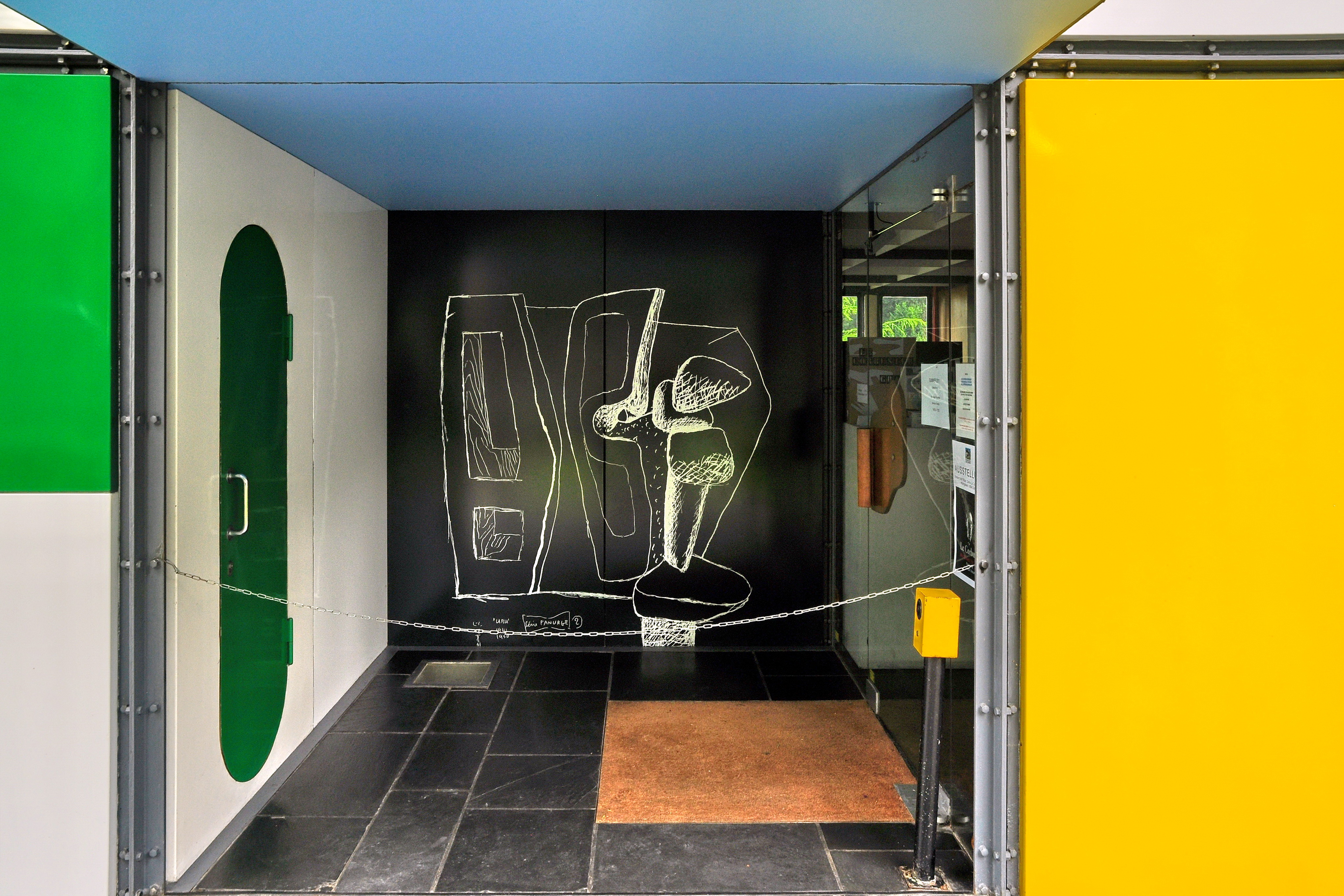
Wandzeichnung von Le Corbusier

### Le Corbusiers Werk als Weltkulturerbe

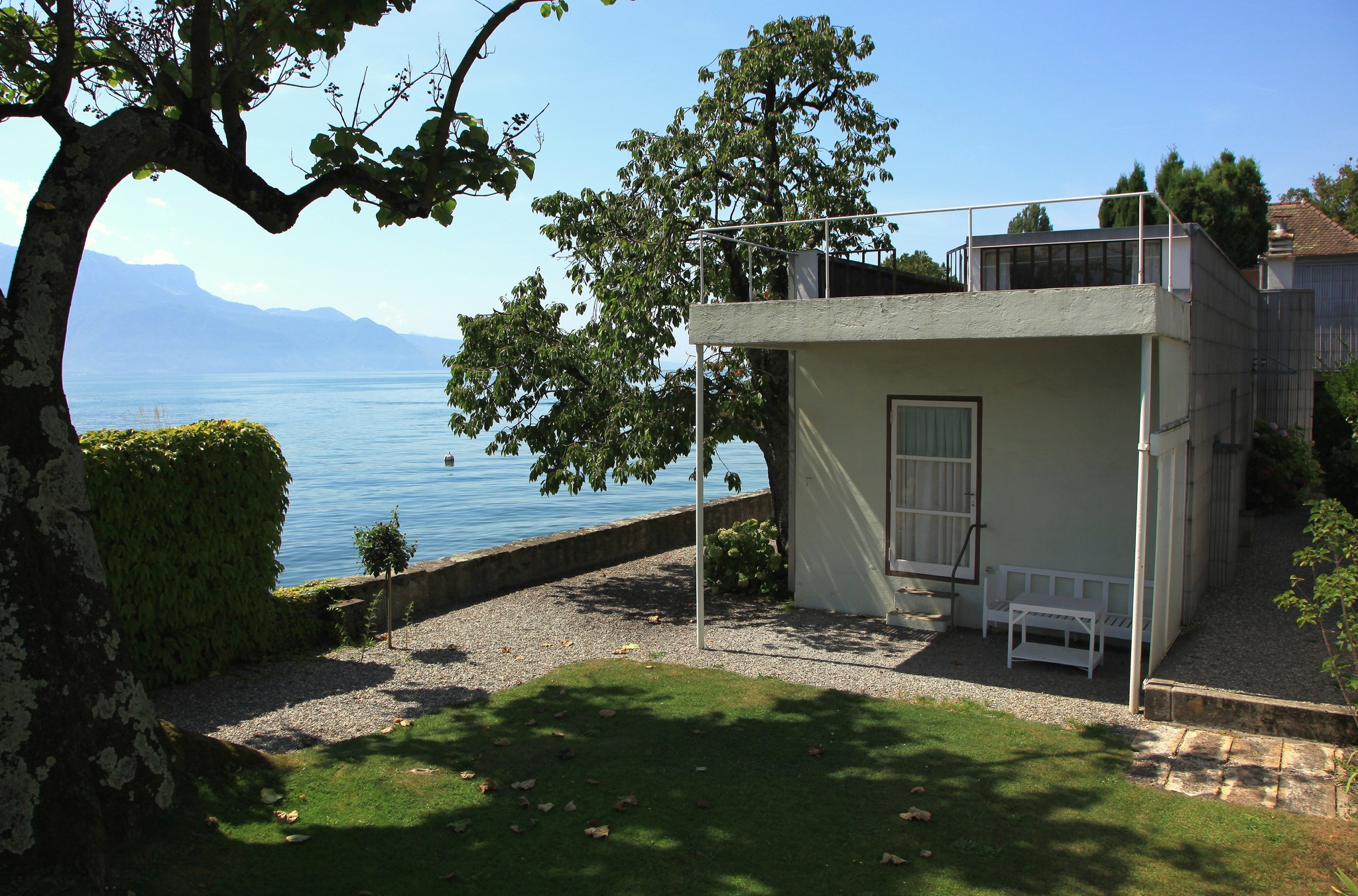
Villa Le Lac, «Petite Maison» am Genfersee

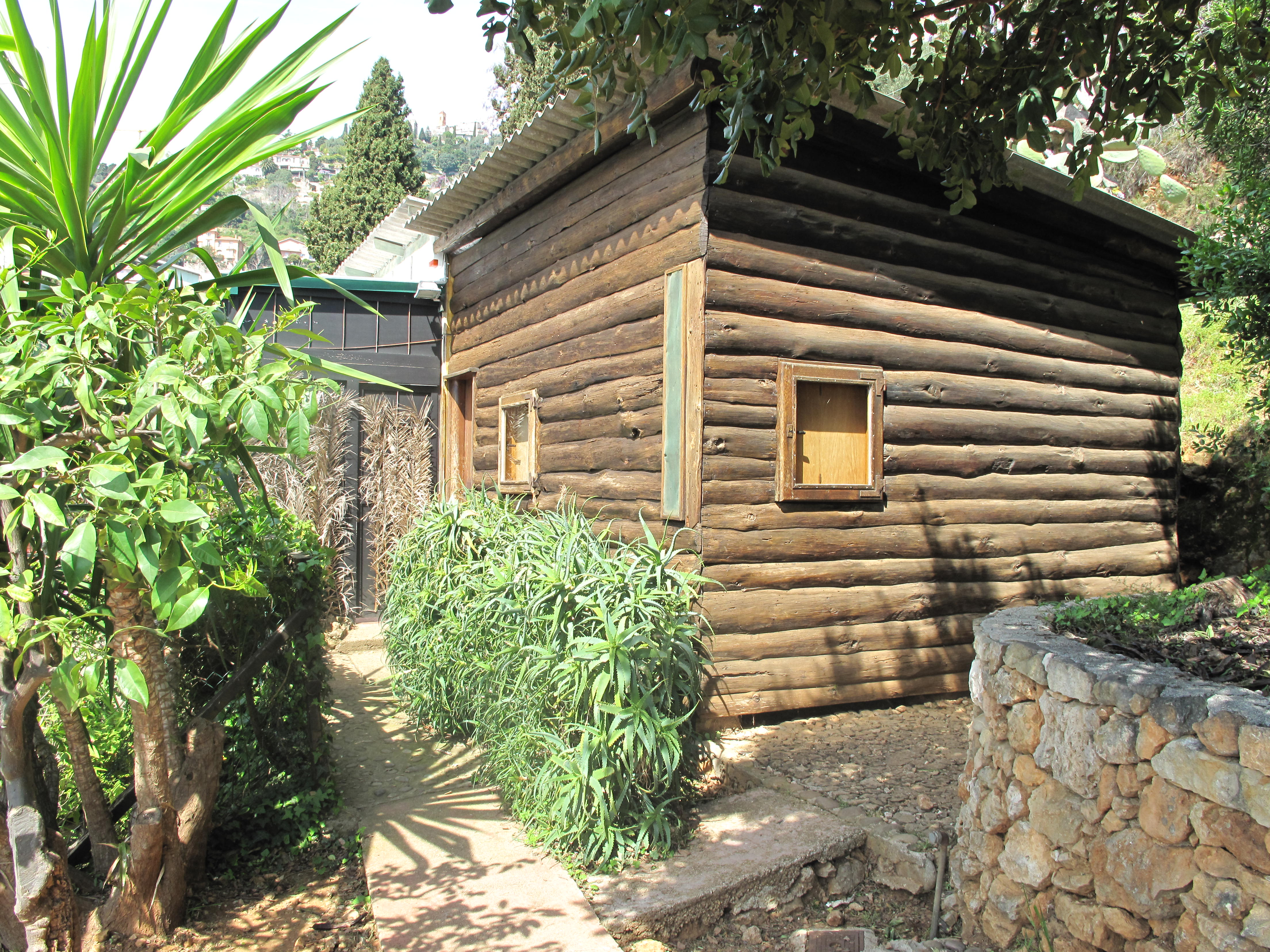
Le Cabanon, deutsch: »Die Hütte« am Cap Martin

Im Juli 2016 wurden 17 Bauten aus sieben Ländern unter dem Titel «Das architektonische Werk von Le Corbusier» als Weltkulturerbe ausgezeichnet, darunter zwei Häuser der Stuttgarter Weissenhof-Siedlung sowie das Mehrfamilienhaus «Clarté» in Genf und die «Villa Le Lac», auch «Petite Maison» genannt, in Corseaux (VD).
Die Liste der aufgenommenen Corbusier-Bauten:
1. 1923: Maisons La Roche et Jeanneret / Paris, Frankreich
2. 1923: Villa Le Lac (petite maison) am Genfersee / Corseaux, Schweiz
3. 1924: Cité Frugès / Pessac, Frankreich
4. 1926: Maison Guiette / Antwerpen, Belgien
5. 1927: Häuser der Weissenhof-Siedlung / Stuttgart, Deutschland
6. 1928: Villa Savoye et loge du jardinier / Poissy, Frankreich
7. 1930: Immeuble Clarté / Genf, Schweiz
8. 1931: Immeuble locatif à la Porte Molitor / Boulogne-Billancourt, Frankreich
9. 1945: Unité d’habitation / Marseille, Frankreich
10. 1946: Manufacture à Saint-Dié / Saint-Dié-des-Vosges, Frankreich
11. 1949: Maison du Docteur Curutchet / La Plata, Argentinien
12. 1950: Chapelle Notre-Dame-du-Haut / Ronchamp, Frankreich
13. 1951: Cabanon du Corbusier / Roquebrune–Cap-Martin, Frankreich
14. 1952: Complexe du Capitole / Chandigarh, Indien
15. 1953: Couvent Sainte-Marie de la Tourette / Éveux, Frankreich
16. 1955: Musée National des Beaux-Arts de l’Occident / Tokyo, Japan
17. 1953–2006: Maison de la Culture de Firminy / Stadium / Unité d`Habitation / Église Saint-Pierre Firminy, Frankreich[63]

## Architekturtheorie
Le Corbusier verlangt eine radikale Änderung der Architektur als logische Konsequenz der rasanten technischen Entwicklung und des damit einhergegangenen Wandels der Lebensgewohnheiten zur Wende vom 19. ins 20. Jahrhundert.

«Wir werfen bewusst hergebrachte Konventionen in Lebenshaltung und Wohnen ab. Es zeigt sich ein neuer Lebenswille, welcher Ausdruck sucht in Wohnung, Staat und Kunst. Ohne diesen Kollektivwillen wäre die hinweisende Arbeit grosser Männer und Architekten zwecklos. Ihre Aufgabe besteht darin, die pulsierenden Kräfte breiter Massen zusammenzufassen und ihnen eine Richtung zu geben. Diese Richtung heisst einmal Stil unserer Zeit. Uns interessiert das Motorische unserer Zeit und nicht die Philosophie ihres Stils. Das Spiel mit ästhetischen Auffassungen historischer Zeiten befriedigt uns nicht mehr. Wir bilden uns eine eigene Formensprache und eine eigene Ästhetik. Wir schulen unser Formgefühl an den reinen Zweckformen der Technik und Industrie. Das sind die Kinder unseres Geistes. Anerkennen wir sie, so eröffnen sich uns neue Schönheiten. Schönheiten adeln.»

Le Corbusier sieht die Aufgabe des Architekten im Erstellen von zweckmässigen, funktionalen und wirtschaftlichen Entwürfen. Er bekennt sich dabei umfassend zu den technischen Möglichkeiten der Zeit. Das bedeutet den Einsatz von Eisenbeton, Stahl und Fertigteilen, um eine völlig neue, vormals nicht mögliche Architektur zu realisieren. Dabei wird althergebrachter Zierrat über Bord geworfen, wie Ornamente, die den Selbstzweck über die Funktion stellen. Die von Le Corbusier begründete Architekturlehre nimmt sich die reine Funktionalität der Maschine zum Vorbild für die Gebäudegestaltung. Daraus resultieren klare und einfache Körper, die sich aus den geometrischen Grundformen des Rechtecks, Kreises und Quaders zusammensetzen. Damit legt Le Corbusier den Rahmen des Brutalismus fest.
Das Bekenntnis zum Eisenbeton geht bei Le Corbusier so weit, dass er unter anderem sogar Einrichtungsgegenstände wie Kästen und Schreibtische daraus fertigt. Für die übrige Möblierung nutzt er durchwegs preiswerte Industrie-Massenware, die nie als minderwertig, sondern als sinnvolle Nutzung der neuen technischen Möglichkeiten gesehen wird.

### Fünf Punkte zu einer neuen Architektur

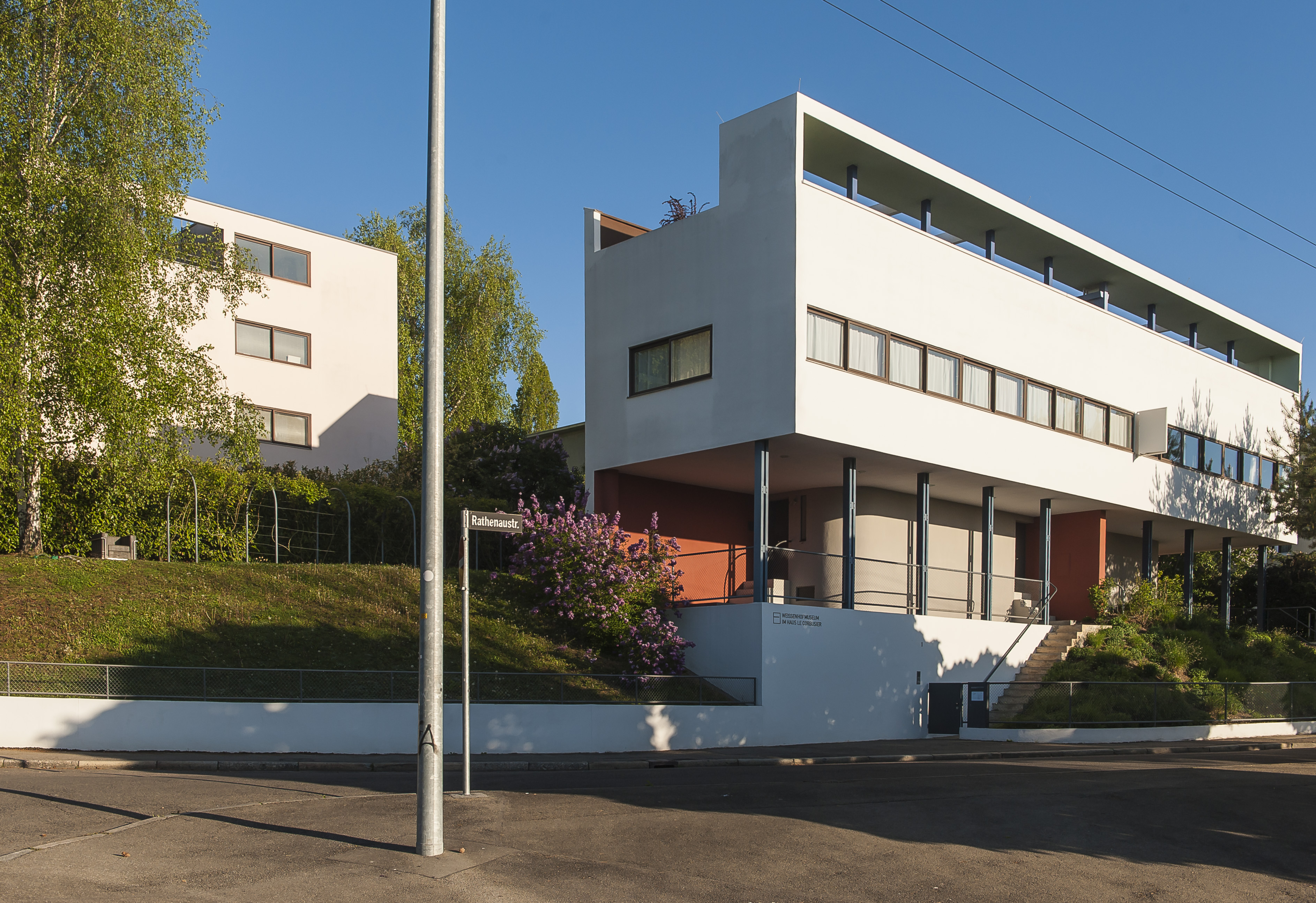
Doppelhaus (Weissenhofmuseum) und Haus Citrohan von Le Corbusier und Pierre Jeanneret in der Weissenhof-Siedlung in Stuttgart als Musterbeispiel für die Umsetzung der Fünf Punkte zu einer neuen Architektur

In den 1920er-Jahren formulierte Le Corbusier fünf Punkte als zentrale Merkmale der neuen Architektur. Besonders anschaulich wurden diese ab 1927 im Doppelhaus in der Stuttgarter Weissenhof-Siedlung und ab 1928 bei der Villa Savoye nahe Paris umgesetzt.

«Die nachfolgend dargestellten theoretischen Betrachtungen gründen sich auf langjährige praktische Erfahrung auf dem Bauplatze. Theorie verlangt knappe Formulierung. Es handelt sich hier keineswegs um ästhetische Phantasien oder Trachten nach modischen Effekten, sondern um architektonische Tatsachen, welche ein absolut neues Bauen bedeuten, vom Wohnhaus bis zum Palasthaus. Die dargestellten fünf grundlegenden Punkte bedeuten eine fundamental neue Ästhetik. Es bleibt uns nichts mehr von der Architektur früherer Epochen, sowenig wie uns der literarisch-historische Unterricht an den Schulen noch etwas geben kann.»

#### Stützen
Le Corbusier trennt konsequent tragende und nicht tragende, raumabschliessende Elemente. Er zerlegt die massive Mauer in ein Gerippe aus Stahlbetonpfosten, die durch dünne Membranen ausgefacht werden. Die Pfosten werden statisch optimiert, die Membranen ebenfalls auf das erforderliche Minimum reduziert. Dadurch «schwebt» das Gebäude, es wird vor Feuchtigkeit geschützt, und die sonst verbaute Fläche unter dem Gebäude kann genutzt werden. Die Trennung der Bauteile nach ihrer Funktion geht mitunter so weit, dass auch das Dach von dem übrigen Baukörper getrennt wird. Der darunter liegende Kubus befindet sich unter einer mehr oder weniger frei schwebenden Schirmkonstruktion. In Reinform ist diese Trennung jedoch nur beim Centre Le Corbusier ausgeführt.

#### Dachgarten

Villa Savoye, Foto aus dem Jahr 2015

Anstatt eines konventionellen Steildaches verwendet Le Corbusier nahezu ausschliesslich Flachdächer. Damit wird das Dach als zusätzliches Geschoss oder begrünt als Dachgarten nutzbar. Zusammen mit dem Aufstelzen des Gebäudes wird dadurch keine Fläche verbraucht, sondern im Gegenteil unter dem Bauwerk erhalten und auf dem Dach nochmals gewonnen.

#### Freie Grundrissgestaltung
Durch den Einsatz des Pfostensystems sind kaum Grenzen in der Gestaltung des Grundrisses gesetzt, da die Wände nicht tragend sind und somit nicht mehr übereinander liegen müssen.

#### Fenster
Die Verwendung von Eisenbeton und des Pfostensystems erlauben lange, zuvor nicht mögliche Öffnungen in der Fassade. Statt der bis dahin üblichen Hochfenster verwendet Le Corbusier breite Fenster und erreicht dadurch eine deutlich bessere und gleichmässigere Belichtung. Ein Extrembeispiel stellt Le Corbusiers und Pierre Jeannerets Entwurf für den Völkerbund-Bau in Genf mit einem 200 m breiten Bandfenster dar.
Le Corbusier verwendet das von ihm patentierte Horizontal-Schiebefenster, bei dem sich zwei 1,25 m breite Flügel an horizontalen Schienen übereinanderschieben und dadurch öffnen lassen. Das Fensterelement kann in Serie gefertigt und durch horizontale und vertikale Aneinanderreihung zu beliebig grossen Fensterflächen zusammengefügt werden.

#### Freie Fassadengestaltung
Wird die Fassade nicht durch Ausmauern des Raumes zwischen den Eisenbetonpfosten gebildet, sondern die Decke hervorstehend ausgeführt und die Fassade vor den Pfosten aufgemauert, so entsteht eine freie Fassade, die unabhängig von der Position der vertikalen Tragelemente gestaltet werden kann.

## Farbenlehre
Le Corbusier beschäftigte sich in der Architektur auch besonders intensiv mit der Innenraumgestaltung. Für ihn war die Farbgebung eines Gebäudes ebenso wichtig wie Grundriss und Form. In den 1920er-Jahren experimentierte er mit Farben und der architektonischen Wirkung. Basis seiner Farbpalette waren bewährte Künstlerpigmente, aus denen er seine Farbtöne herleitete. Als Vorbild für seinen Farbeneinsatz diente ihm die Natur. Blau schuf Weite, Rot festigte sich in der Fläche, Grau brachte Ruhe, Weiss machte sichtbar usw.
Unter anderem entwickelte Le Corbusier die Polychromie Architecturale, welche aus 63 stimmigen und kombinierbaren Farben besteht. Zur einfachen Farbauswahl ordnete er die 63 Architekturfarben seiner Polychromie Architecturale in unterschiedlichen Harmonien. Diese Farbenklaviaturen ermöglichen perfekte und zugleich überraschende Farbkombinationen. Die erste Kollektion der Polychromie Architecturale von Le Corbusier entstand im Rahmen eines Auftrags für die Tapetenfirma Salubra.

## Werke

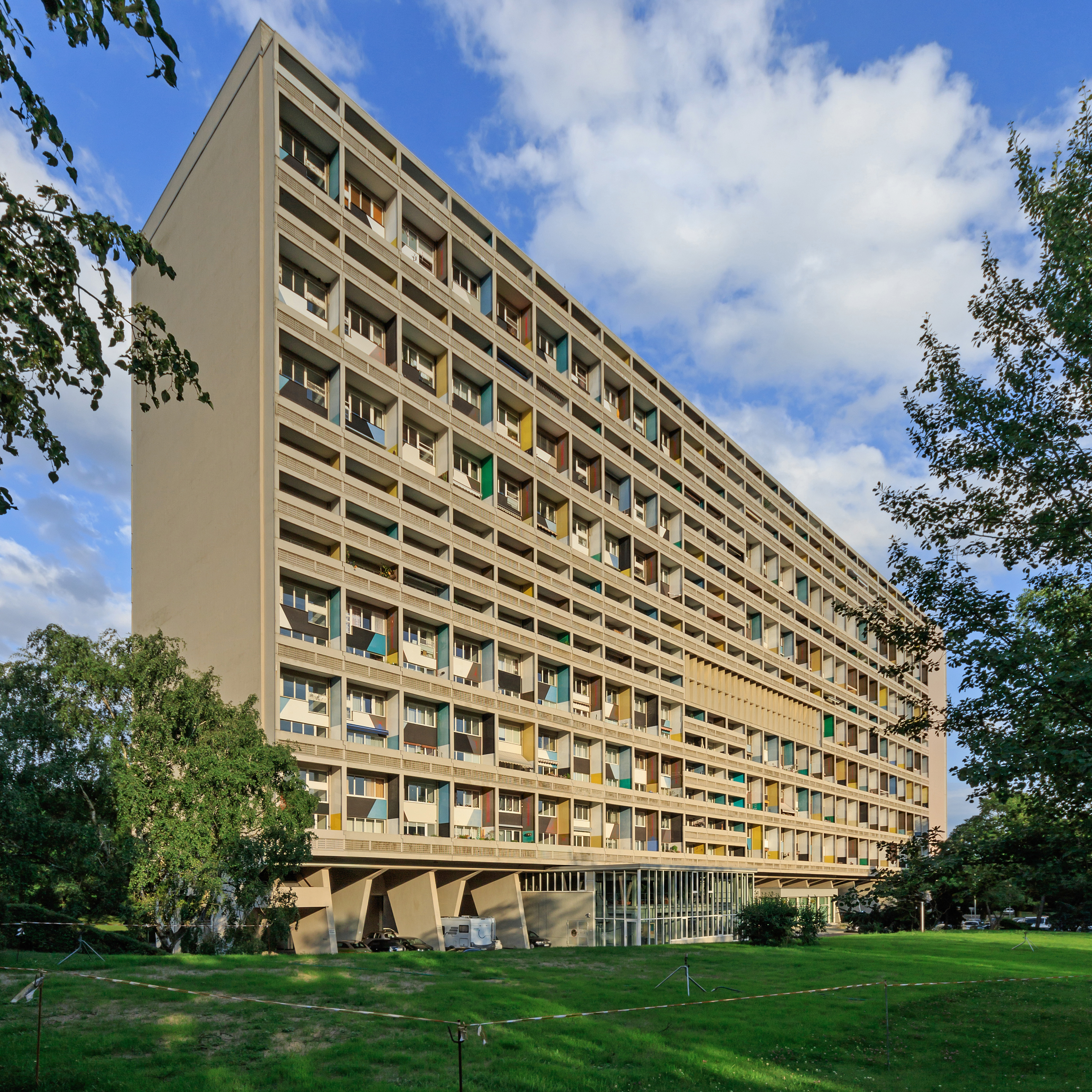
Das Corbusierhaus (Unité d’Habitation) Berlin

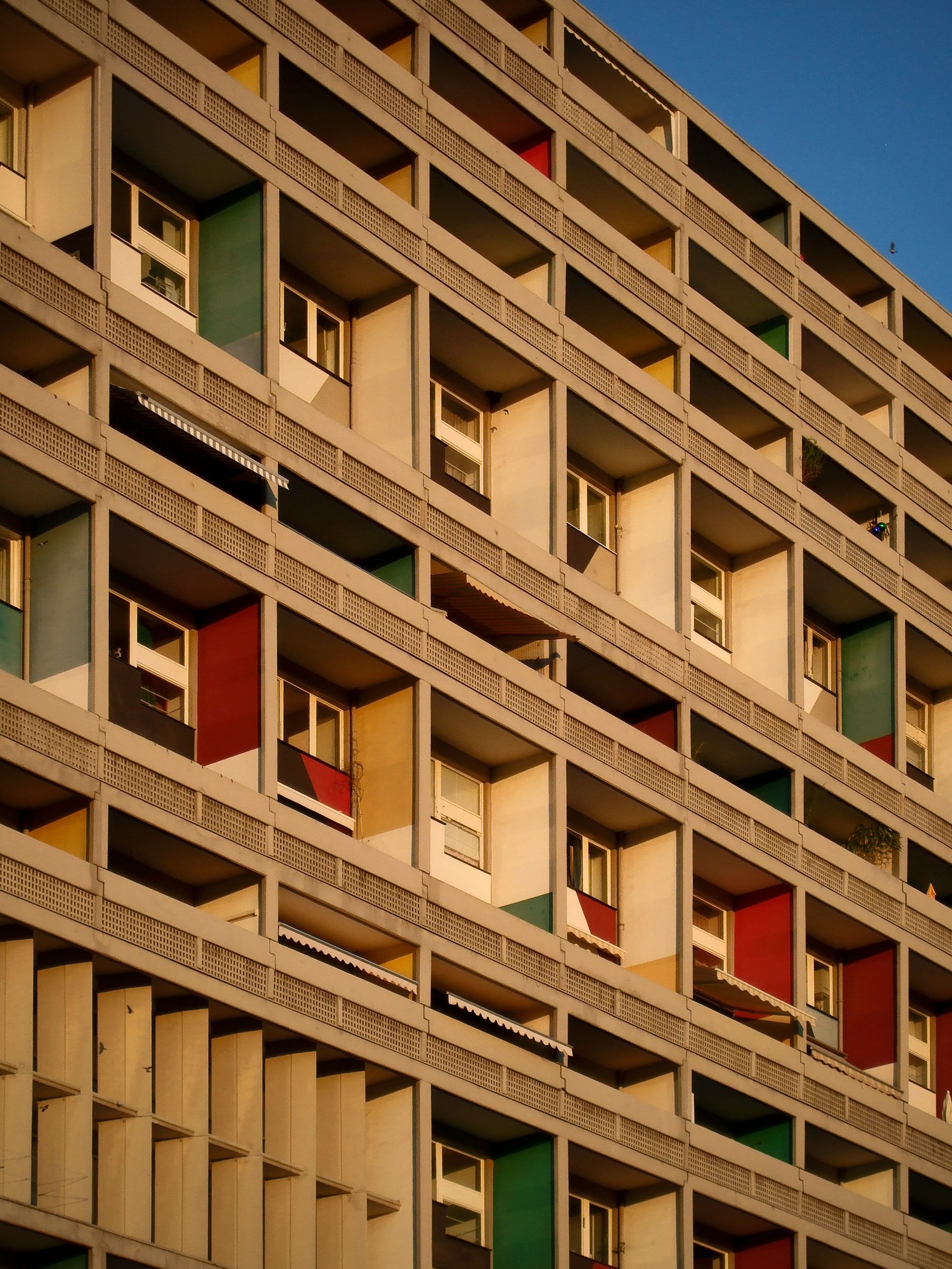
Das Corbusierhaus Berlin, Teilansicht

### Architektur
(Jahreszahlen geben den Zeitraum von Planungsbeginn bis Fertigstellung an; Villa = Landhaus, Maison = städtisches Wohnhaus)

#### Charles-Edouard Jeanneret (realisierte Projekte bis 1916)
- Villa Fallet. 1, Chemin de Pouillerel in La Chaux-de-Fonds, 1905
- Villa Stotzer. 6, Chemin de Pouillerel in La Chaux-de-Fonds, 1908
- Villa Jacquemet. 8, Chemin de Pouillerel in La Chaux-de-Fonds, 1908
- Villa Jeanneret-Perret (bekannt als «Maison Blanche»). 12, Chemin de Pouillerel in La Chaux-de-Fonds, 1912 (Haus für die Eltern)
- Villa Favre-Jacot. des Gründers von Zenith, 6, Côte de Billodes in Le Locle, 1912[69]
- Kino La Scala. 52, Rue de la Serre in La Chaux-de-Fonds, 1916
- Villa Schwob (auch Villa Turque). 167, Rue du Doubs in La Chaux-de-Fonds, 1916

#### Le Corbusier (realisierte Projekte nach 1916)
- Villa Vismara (heute Hotel Punta Tragara), Capri, 1920[?] (Mitarbeit am Projekt des Ingenieurs Emilio Enrico Vismara)[70]
- Maison Ozenfant. Wohnhaus und Atelier, Avenue Reille 53 in Paris, 1922
- Villa Besnus (Ker-Ka-Ré). Boulevard de la République 85 in Vaucresson, 1922
- Maisons La Roche-Jeanneret (Doppelhaus). Square du Docteur-Blanche in Paris, 1923
- Ateliers Lipchitz-Miestchaninoff. Atelierhäuser, Allée des Pins/Rue des Arts in Boulogne-Billancourt, 1924
- Villa Le Lac. Route de Lavaux in Corseaux, 1923–1924 (zweites Haus für die Eltern)
- Pavillon L’Esprit nouveau für die internationale Kunstgewerbeausstellung in Paris, 1925 (abgebrochen nach Ausstellungsende)
- Quartiers Modernes Frugès. Wohnsiedlung, Rue Le Corbusier/Rue Henri Frugès/Rue des Arcades in Pessac, 1924–1926
- Maison Guiette. Populierenlaan 32 in Antwerpen, 1926
- Maisons Ternisien. Haus mit Künstlerateliers, Allée des Pins/Rue Denfert in Boulogne-sur-Seine, 1926 (kurz nach Fertigstellung wieder abgerissen)
- Maison Cook. Rue Denfert-Rochereau 6 in Boulogne-sur-Seine, 1926
- Maison Planeix. Boulevard Masséna in Paris, 1927
- Zwei Häuser für die «Siedlung am Weissenhof», Bruckmannweg 2 und Rathenaustrasse 1–3 in Stuttgart, 1927
- Villa Stein. Rue du Professeur Victor-Pauchet 15 in Vaucresson, 1926–1928
- Umbau/Erweiterung der Villa Church in Ville-d’Avray, 1927 (im Zweiten Weltkrieg zerstört)
- Villa Baizeau. Saint Monique/Karthago in Tunesien, 1928/1929
- Villa Savoye. Rue de Villiers 82 in Poissy, 1929–1931
- Villa de Mandrot. Route de l’Artaude bei Le Pradet nahe Toulon, 1930/1931
- Appartement Beistegui. Dachwohnung, Avenue des Champs-Élysées in Paris, 1930/1931
- Mietshaus Clarté. Rue Saint-Laurent 2–4 in Genf, 1930–1932
- Obdachlosenasyl (Cité de refuge) der Heilsarmee, Rue du Chevaleret in Paris, 1931–1933
- Fondation Suisse, Cité Internationale Universitaire de Paris. Schweizer Studentenwohnheim, Boulevard Jourdan in Paris, 1931–1933
- Mietshaus an der Porte Molitor. 24, rue Nungesser et Coli in Paris, 1933
  - Le Corbusier nutzte von 1933 bis zu seinem Tod die 7. und 8. Etage dieses Hauses als Wohnung und Atelier.
- Villa Le Sextant. Ferienhaus, Avenue de l’océan in Les Mathes nahe La Rochelle, 1935
- Wochenendhaus Henfel. Avenue du Chesnay 49 in La Celle-Saint-Cloud bei Paris, 1935
- Bürohaus Zentrosojus. Mjasnizkaja Uliza 39 in Moskau, 1928–1936
- Pavillon Temps nouveaux für die Weltausstellung in Paris, 1937
- Brasilianisches Erziehungs- und Gesundheitsministerium in Rio de Janeiro, 1938–1943 (mit Lucio Costa, Oscar Niemeyer u. a.)
- Casa (bzw. Maison) Dr. Pedro Domingo Curutchet. La Plata, Argentinien, 1948/1949
- Unité d’Habitation. Boulevard Michelet in Marseille, 1946–1952
- Fabrik Duval. Avenue de Robache in Saint-Dié-des-Vosges, 1946–1952
- Kindergarten, Holzpavillon in der Nähe der Jahrhunderthalle Breslau, 1948 (anlässlich des Int. Friedenskongresses)
- Le Cabanon. Blockhaus, Le Corbusiers Feriendomizil, Promenade Le Corbusier in Roquebrune Cap-Martin, 1952
- Gebäude in Chandigarh, Indien, 1952–1965 (siehe auch: Kapitol-Komplex in Chandigarh)
  - Justizpalast, 1952–1956[71]
  - Museum und Kunstgalerie, 1952
  - Sekretariatsgebäude der Ministerien, 1952–1958[71]
  - Yachtclub, 1953
  - Parlamentsgebäude, 1952–1963[71]
  - Kunstakademie, 1959
- Sitz des Textilherstellerverbandes in Ahmedabad, 1954
- Wallfahrtskirche Notre-Dame-du-Haut de Ronchamp, 1951–1955
- Maisons Jaoul. Rue de Longchamp 83 in Neuilly-sur-Seine, 1951–1955
- Unité d’Habitation. Rue Théodore Brosseaud in Rezé (bei Nantes), 1953–1955
- Villa Sarabhai. Ahmedabad, 1951–1956
- Villa Shodhan. Ahmedabad, 1951–1956
- Museum in Ahmedabad, 1956/1957
- Unité d’Habitation («Corbusierhaus») Flatowallee 16 in Berlin, 1958 (weicht erheblich von Le Corbusiers originalen Plänen ab)
- Philips-Pavillon für die Weltausstellung Brüssel 1958 (nach der Weltausstellung abgebaut)
- Dominikanerkloster Sainte-Marie de la Tourette. Éveux-sur-l’Arbresle, 1956–1960
- Pavillon du Brésil, Cité Universitaire. Brasilienhaus, Avenue de la Porte de Gentilly in Paris, 1957–1959
- Nationalmuseum für westliche Kunst. Tokio, 1959
- Carpenter Center for the Visual Arts der Harvard-Universität. Quincy Street in Cambridge (Massachusetts), 1959–1962
- Unité d’Habitation. Rue du Docteur Giry in Briey, 1956–1959
- Schleuse Kembs-Niffer: Kontrollturm und Zoll- und Verwaltungsgebäude, 1960–1962
- Centre Le Corbusier. Ausstellungspavillon, Höschgasse 8 in Zürich, Entwurf 1963, Fertigstellung 1967 mit Gartenarchitekt Pierre Zbinden[72]
- Firminy-Vert in Firminy bei Saint-Étienne
  - Maison de la Culture. Haus der Kultur, 1961–1965
  - Unité d’Habitation. 1964–1967 (spätere Ausführung: André Wogenscky)
  - Kirche «Saint-Pierre» – Zwischen 1978 und 2004 verblieb die bereits begonnene Kirche im Rohbau (ohne Dach); Fertigstellung 2006 unter seinem einstigen Assistenten José Oubrerie.[73]
  - Stadion Firminy-Vert, 1966

#### Nicht realisierte Projekte (Auswahl)
- Le plan voisin de Paris, 1925
- Völkerbundpalast in Genf, 1927[74]
- Gouverneurspalast in Chandigarh, 1951
  - 1960 wurde dieser in den Planungen durch das ebenfalls nicht gebaute Zentrum für elektronische Entscheidungen ersetzt.
- Krankenhaus in Venedig, 1964
- Palais Ahrenberg (Museum Ahrenberg) in Stockholm, 1961/62[75]
- «Eckige Schnecke», ein wachsendes Museum in Erlenbach am Main, 1962[76]

### Bildende Kunst
- Mehr als 400 Gemälde auf Leinwand oder als Wandmalerei
- 44 Skulpturen
- 27 Gobelinentwürfe
- Lithografien, Zeichnungen

### Publikationen (Auswahl)
- Vers une architecture. Crès, Paris 1923 (deutsch: Kommende Baukunst. Hrsg. von Hans Hildebrandt, Berlin und Leipzig 1926 und Ausblick auf eine Architektur. In: Bauwelt Fundamente. Band 2, Ullstein, Berlin/Frankfurt am Main/Wien 1963).
- Urbanisme. Crès, Paris 1925 (deutsch: Städtebau. Deutsche Verlagsanstalt, Berlin/Leipzig 1929)
- L’Art décoratif d’aujourd’hui. Crès, Paris 1925.
- Précision sur un état présent de l’architecture et de l’urbanisme. Crès, Paris 1930 (deutsch: Feststellungen zu Architektur und Städtebau. In: Bauwelt Fundamente. Band 12, Ullstein, Berlin/Frankfurt am Main/Wien 1964).
- La Ville radieuse. Éditions de l’Architecture d’Aujourd’hui, Bologne-sur-Seine 1935.
- Quand les cathédrales étaient blanches: Voyage au pays des timides. Plon, Paris 1937.
- Le lyrisme des temps nouveaux et urbanisme. Le Point, Colmar 1939.
- Urbanisme d’aujourd'hui. Sequana, Paris 1941 (15. Februar).[77]
- Sur les quatre routes. N.R.F., Paris 1941.
- Urbanisme de CIAM, Charte d’Athènes (mit einer Vorrede von Jean Giraudoux). Plon, Paris 1943.
- Les trois établissements humains. Denoël, Paris 1946.
- Propos d’Urbanisme. Bourrelier & Cie, Paris 1946 (deutsch: Grundfragen des Städtebaues. Hatje, Stuttgart).
- Le Modulor. Éditions de l’Architecture d’Aujourd’hui, Bologne-sur-Seine 1948 (deutsch: Der Modulor. J. G. Cotta’sche Buchhandlung, Stuttgart 1953).
- Une petite maison. Girsberger, Zürich 1954.
- Le Modulor 2-1955 (La parole est aux usagers). Éditions de l’Architecture d’Aujourd’hui, Bologne-sur-Seine 1955 (deutsch: Modulor 2: Das Wort haben die Benützer.. Deutsche Verlagsanstalt, Stuttgart 1958).
- L’urbanisme des trois établissements humains. Éditions de Minuit, Paris 1959.
- Après le Cubisme. Le Corbusier und Amédée Ozenfant, deutsche Übersetzung (Nach dem Kubismus) von Hartmut Mayer. Essay von Hartmut Mayer. Edition Staub im Skript-Verlag, Neuss 2018, ISBN 978-3-928249-78-2.

### Möbel

Heidi Weber im Damensessel LC3, Foto: Comet Photo, ETH-Bibliothek Zürich, 1961

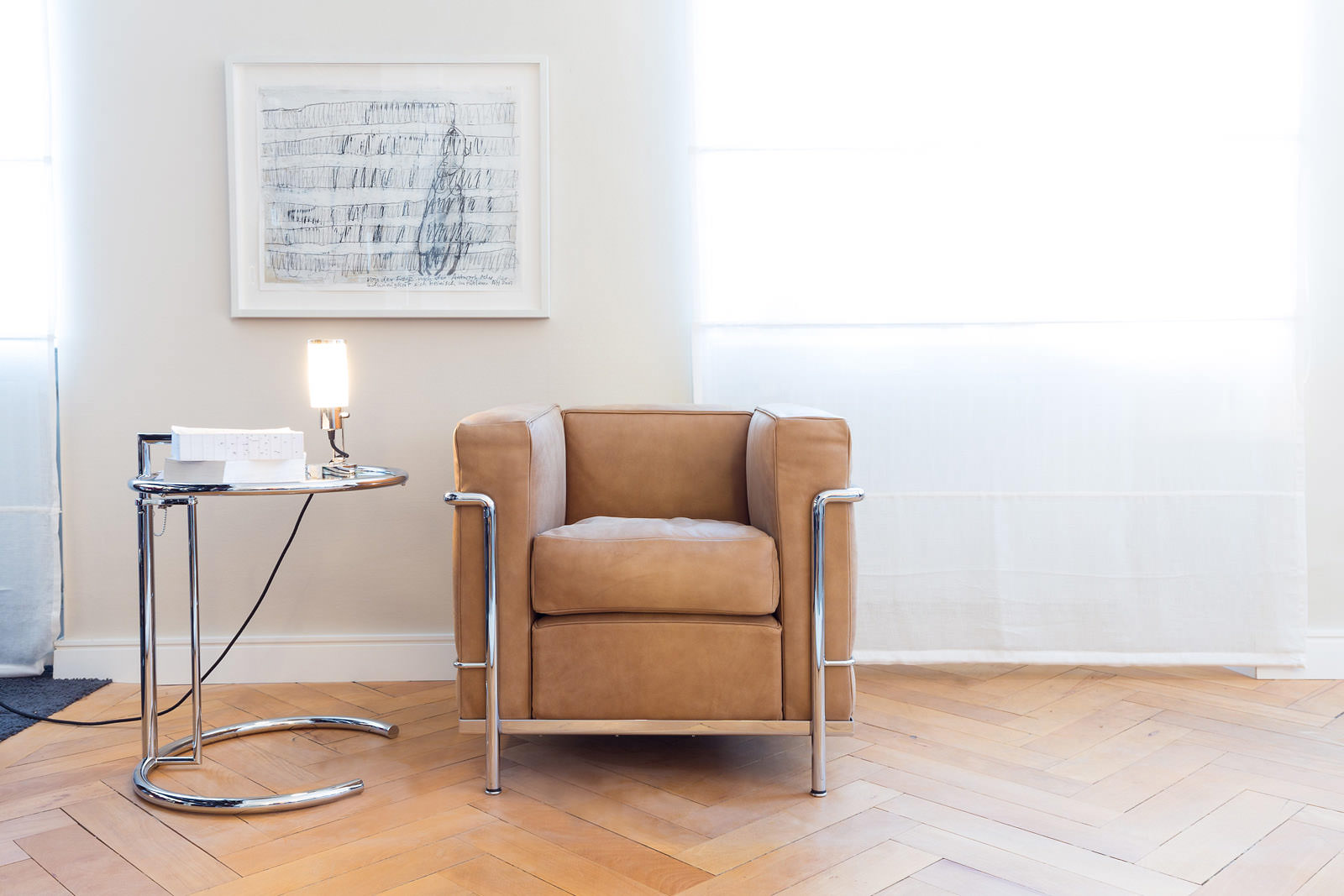
Der Sessel LC2 in Neuauflage von Cassina S.p.A., 1978
Beistelltisch Eileen Gray Verstellbarer Tisch E.1027 von ClassiCon 1927

Von Le Corbusier, Pierre Jeanneret und Charlotte Perriand in Zusammenarbeit entworfen:
- Stuhl Basculant LC1 (Stahlrohrrahmen und Leder)
- Sessel LC2 (kubischer Armlehnsessel, Stahlrohrrahmen und Leder)
- Sofa LC3 (3-sitzig, Stahlrohrrahmen und Leder)
- Chaise longue LC4 (verstellbare Liege, Stahlrohrrahmen und Leder) aus dem Jahr 1928. Diese Chaiselongue wurde 2010 erneut von der Firma Cassina S.p.A. in Mailand, die die Exklusivrechte für die Produktion hält, hergestellt (mit der Bezeichnung LC4CP – CP steht hier für Charlotte Perriand, die massgeblich am Entwurf beteiligt war).
- Sofa LC5 (einfaches Sofa, anders als LC3 ohne Seitenlehnen; Stahlrohrrahmen und Leder)
- Esstisch LC6
- Drehstuhl LC7 (Stahlrohrrahmen und Leder)

### Fotografie
Le Corbusier schuf auch ein umfangreiches fotografisches Werk.

## Schüler und Mitarbeiter

### Schüler
- Balkrishna Vithaladas Doshi[79]
- Alison und Peter Smithson[80]
- Hans Demarmels[81]
- Kunio Maekawa[82]
- Junzo Sakakura[82]
- Takamasa Yoshizaka[82]

### Mitarbeiter
- 1926–1927: Ernst Schindler[83]
- 1926–1927: Walter H. Schaad
- 1927–1928: Alfred Roth
- 1927–1928: Willy Boesiger
- 1928–1929: Albert Frey
- 1930–193?: Alfred Altherr
- 1933–1935: Ferdinand Streb
- 1933–1935: Louis Miquel
- 1933–1935: Juraj Neidhardt
- ca. 1928–1937: Josep Lluís Sert
- 1927–1937: Charlotte Perriand
- 1937–1938: Otto Glaus
- 1937–1940: Georges-Pierre Dubois
- 1947–1953: Oscar Niemeyer
- 1947–1959: Iannis Xenakis
- 1945–1954: Georges Candilis
- 1945–1956: André Wogenscky
- 1947–1959: Iannis Xenakis
- 1956–1960: Fernand Gardien
- 1957–1965: José Oubrerie
- 1959–1965: Guillermo Jullian de la Fuente
- 1965: Mario Botta[84]
- Hans Brechbühler

## Stiftung Le Corbusier

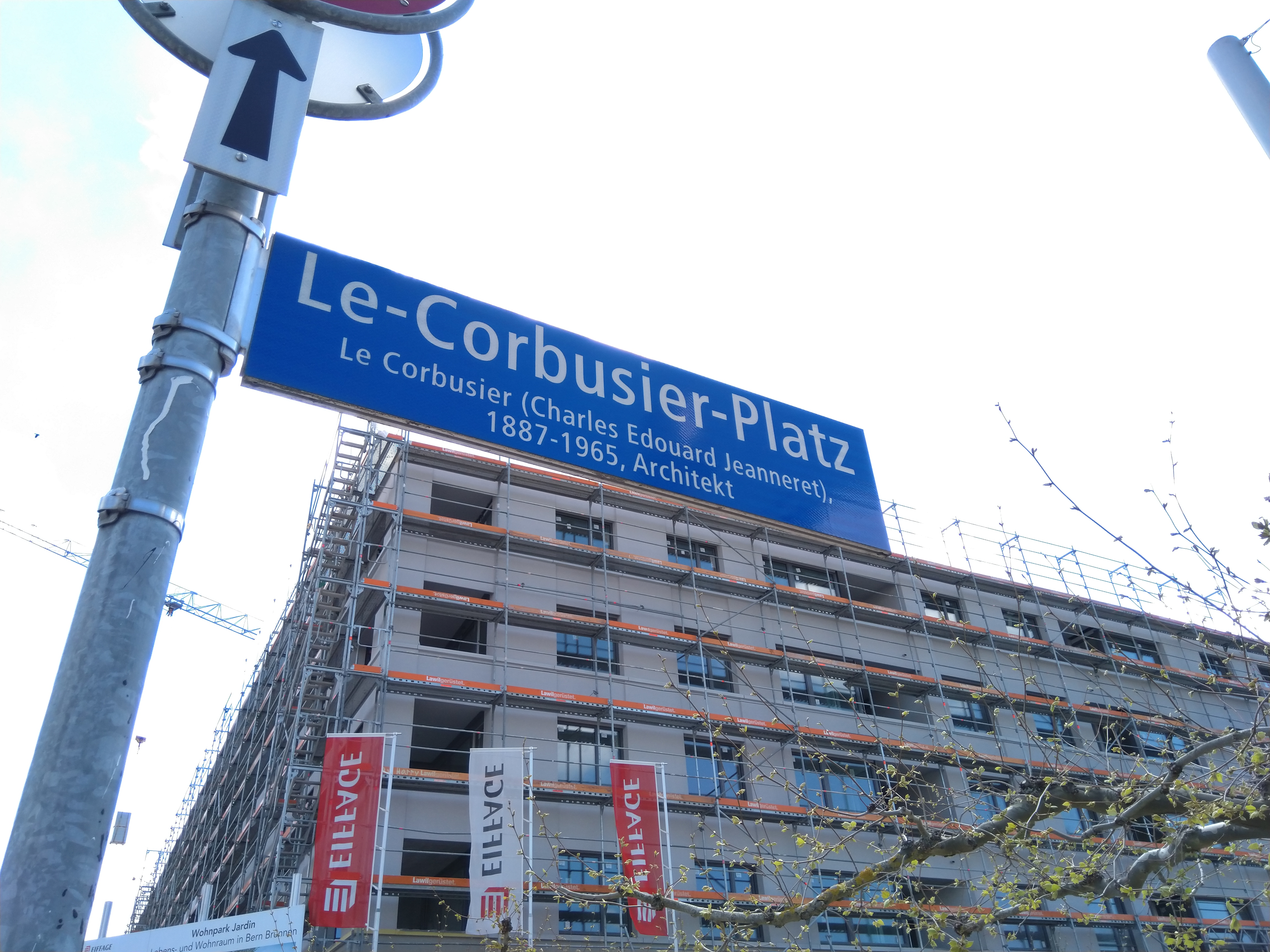
Le-Corbusier-Platz, Bern

Am 13. Januar 1960 gründete Le Corbusier aus privaten Mitteln mit Freunden die Stiftung Fondation Le Corbusier mit Sitz in Paris. Ihre Aufgabe ist es, das künstlerische Erbe Le Corbusiers zu schützen und zu erhalten. Die Stiftung unterstützt Forschungsarbeiten und ist Herausgeber zahlreicher Publikationen.

### Gesamtwerk und Werkteile
- Le Corbusier: Œuvre Complète. Gesamtwerk in acht Bänden. Birkhäuser, Basel 1965–1970/1995, ISBN 3-7643-5515-8 (deutsch / englisch / französisch).
- Naïma Jornod, Jean-Pierre Jornod: Le Corbusier (Charles-Edouard Jeanneret), catalogue raisonné de l’œuvre peint. Skira, Milan 2005, ISBN 88-7624-203-1.

### Weitere Sekundärliteratur
Leben und Werk, Lebensabschnitte
- Catherine Dumont d’Ayot, Tim Benton: Le Corbusiers Pavillon für Zürich. Lars Müller Publishers, 2013, ISBN 978-3-03778-293-4.
- Tim Benton: LC FOTO Le Corbusier Secret Photographer. Lars Müller Publishers, 2013, ISBN 978-3-03778-344-3.
- Maurice Besset: Le Corbusier. Éditions d’Art Albert Skira, Genf 1987, ISBN 2-605-00098-2.
- Elisabeth Blum: Le Corbusiers Wege. Wie das Zauberwerk in Gang gesetzt wird (= Bauwelt Fundamente. Band 73). Vieweg, Braunschweig/Wiesbaden 1987, 1995, 2001, ISBN 3-7643-6496-3 (Neuauflage: Birkhäuser, Basel 2014, ISBN 978-3-7643-6496-0).
- H. Allen Brooks: Le Corbusier’s Formative Years: Charles-Edouard Jeanneret at La Chaux-de-Fonds. University of Chicago Press, 1999, ISBN 0-226-07582-6.
- Jean-Louis Cohen: Le Corbusier. Taschen, Köln 2004, ISBN 3-8228-3532-3.
- Catherine Courtiau: Le Corbusier – Lehrjahre, Projekte und Bauten in der Schweiz (= Schweizerische Kunstführer. Nr. 908, Serie 91). Gesellschaft für Schweizerische Kunstgeschichte, Bern 2012, ISBN 978-3-03797-055-3.
- Xavier de Jarcy: Le Corbusier, un fascisme français. Albin Michel, Paris 2015, ISBN 978-2-226-31650-9 (Über seine Vichy-Jahre sowie seine Sympathien in den 20er/30er-Jahren für den Faschismus).
- Catherine de Smet: Le Corbusier, Architekt der Bücher. Lars Müller Publishers, ISBN 978-3-03778-052-7.
- Adolf Max Vogt: Le Corbusier, der edle Wilde, zur Archäologie der Moderne. Vieweg, Braunschweig/Wiesbaden 1996, ISBN 3-528-08861-3 (englisch: Le Corbusier, the Noble Savage. Toward an Archaeology of Modernism. MIT Press, Cambridge, MA 1998, ISBN 0-262-22056-3).
- Nicholas Fox Weber: Le Corbusier: a life. Knopf, New York 2008, ISBN 978-0-375-41043-7 (deutsch: Nicholas Fox Weber: Le Corbusier. Architekt, Künstler, Theoretiker. DOM publishers, Berlin 2021, ISBN 978-3-86922-476-3).

Zu einzelnen Gebäuden
- José Baltanás: Le Corbusier. Promenades. Deutsche Verlags-Anstalt, München 2005, ISBN 3-421-03542-3.
- Bärbel Högner: Typ Berlin – Das Corbusierhaus in Charlottenburg. Bildband. Jovis, Berlin 2008, ISBN 978-3-86859-004-3.
- Fondation Le Corbusier: Ein kleines Haus. Birkhäuser Verlag, Berlin 2020, ISBN 978-3-0356-2067-2.
- Alfred Roth: Zwei Wohnhäuser von Le Corbusier und Pierre Jeanneret. Akad. Verlag Dr. Fr. Wedekind & Co., Stuttgart 1927, Neuauflage 1977, ISBN 3-7828-0447-3.
- Richard Stockton Dunlap: Reassessing Ronchamp: the historical context, architectural discourse and design development of Le Corbusier’s Chapel Notre Dame-du-Haut. Dissertation. London School of Economics and Political Science, London 2014 (online; PDF; 61,1 MB).
- WEG Corbusier-Haus und Förderverein Corbusierhaus Berlin e. V. (Hrsg.): Le Corbusiers Wohneinheit «Typ Berlin». Faksimile der Originalausgabe von 1958 mit einem aktualisierten Anhang, Bildband. Jovis, Berlin 2008, ISBN 978-3-86859-005-0.

Zur bildenden Kunst (Auswahl)
- Peintures Le Corbusier. Centre Le Corbusier, Heidi Weber, 1968.
- Le Corbusier – The Artist – works from the Heidi Weber collection. Edition Heidi Weber, Zürich 1988.
- Le Corbusier – Maler, Zeichner, Plastiker, Poet. Werke aus der Sammlung Heidi Weber. Erstausgabe: Edition Heidi Weber 1988, Birkhäuser, Basel 2004, ISBN 978-3-7643-7226-2.
- Le Corbusier, the graphic work, das grafische Werk. (Hrsg.) Heidi Weber Museum – Centre Le Corbusier, Edition Weber, Zürich 2004, ISBN 978-3-9522553-4-6.

Möbel und Interieurs
- Arthur Rüegg: Le Corbusier. Möbel und Interieurs 1905–1965. Verlag Scheidegger & Spiess, Zürich und Fondation Le Corbusier, Paris 2012, ISBN 978-3-85881-345-9.

Grünanlagen
- Jürgen Ulpts: Bemerkungen zu Le Corbusiers Villengärten. In: Die Gartenkunst. 4, 1, 1992, S. 115–122.

Städtebau
- Bärbel Högner: Chandigarh – Living with Le Corbusier. JOVIS, Berlin 2010, ISBN 978-3-86859-137-8.
- Christoph Schnoor (Hrsg.): «La construction des villes». Le Corbusiers erstes städtebauliches Traktat von 1910/11. gta Verlag, Zürich 2008, ISBN 978-3-85676-211-7.

Selbstverständnis, Einfluss und Wirkung
- Theodore Dalrymple: Der totalitäre Architekt. Le Corbusiers unheilvoller Einfluss hält an. In: Merkur. Deutsche Zeitschrift für europäisches Denken. Nr. 731, April 2010, S. 308–315 (Zusammenfassung (Memento vom 18. Mai 2015 im Internet Archive)).
- Daniel de Roulet: Ehrgeiz – Le Corbusier, 1887–1965. In: ders.: Nach der Schweiz. 27 Porträts zur Metamorphose eines Nationalgefühls. Limmat Verlag, Zürich 2009, ISBN 978-3-85791-594-9 (aus dem Französischen von Maria Hoffmann-Dartevelle).
- Ursula Muscheler: Gruppenbild mit Meister. Le Corbusier und seine Mitarbeiter. Berenberg Verlag, Berlin 2014, ISBN 978-3-937834-74-0 (zu Oscar Niemeyer, Albert Frey und José Luis Sert).

Sonstiges
- Urs Peter Flückiger: Wie viel Haus? Thoreau, Le Corbusier und die Sustainable Cabin. Birkhäuser Verlag, Basel/Berlin/Boston 2016, ISBN 978-3-0356-1026-0.
- Katja Marek: Le Corbusier: Domino. Saarbrücken 2007, ISBN 978-3-8364-5548-0.
- Stanislaus von Moos: Le Corbusier – Elemente einer Synthese. Huber, Frauenfeld/Stuttgart 1968, DNB 457633700.
- Catherine de Smet: Le Corbusier, Architekt der Bücher. Ausstellungskatalog. Lars Müller, Baden 2005, ISBN 3-03778-052-5.

## Filmografie
- 1967: Centre Le Corbusier – 1967 – Das letzte Bauwerk von Le Corbusier, ein Dokumentarfilm von Fredi Murer und Jürg Gasser, Produktion Heidi Weber, mit Unterstützung des Bundesamtes für Kultur[86]
- 2011: Le Corbusier – Villa Savoye[87]
- 2015: Das Jahrhundert des Le Corbusier (OT: Le Siècle de Le Corbusier) Dokumentarfilm, Frankreich, 2015, 52:52 Min., Buch und Regie: Juliette Cazanave, Produktion: arte France, Cinétévé, Les Films du Carré, RTBF, INA, Erstsendung: 13. Mai 2015 bei arte, Inhaltsangabe (Memento vom 15. Mai 2015 im Internet Archive) von arte
- 2018: Unité d’habitation I Le Corbusier I A Walk Through in 4K[88]
- 2019: Le Corbusier – Das erste Tiny House? | Kultur erklärt - Flick Flack | ARTE[89]
- 2019: Le Corbusier’s Holiday Home at the French Riviera | UNESCO World Heritage | Le Cabanon, France[90]
- 2020: Le Corbusier am Mittelmeer | Stadt Land Kunst | ARTE[91]